# Economia della Repubblica di Venezia

Bandiera della Repubblica di Venezia

L'economia della Repubblica di Venezia fu caratterizzata sin dal suo principio da una forte vocazione commerciale. Nei primi secoli di vita l'estrazione del sale e in modo minoritario la vallicoltura, permisero alla Repubblica di ottenere il grano e le altre merci di cui necessitava per sopravvivere dando avvio ai primi commerci via mare con l'Oriente e lungo i fiumi con il Nord Italia. Il commercio conobbe una forte espansione tra il XIII e il XV secolo rendendo Venezia egemone nel commercio marittimo tra Oriente e Occidente. L'accumulo di grandi capitali favorì l'acquisto di estesi latifondi nella campagna veneta che permisero alla Repubblica di diventare autosufficiente nella produzione di grano e vino.

## Agricoltura

### La laguna di Venezia e ilDogado
(Anonimo, Honorantie civitatis Papie, XI secolo)

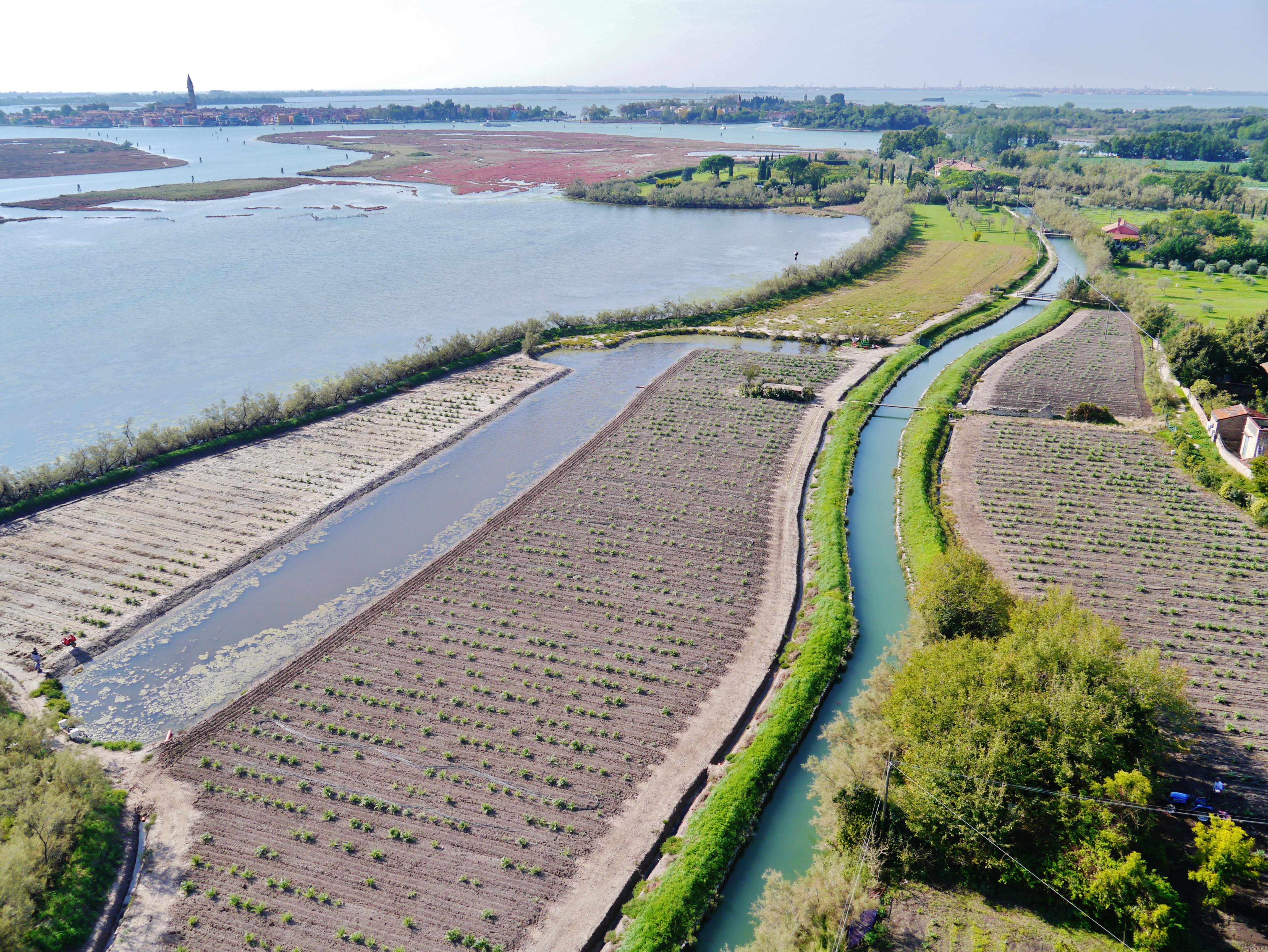
Vista dei campi di Torcello dal campanile della basilica di Santa Maria Assunta

Prima dell'espansione in terraferma l'agricoltura veneziana rimase un'attività marginale rispetto al commercio, all'estrazione del sale e alla pesca. Durante l'Alto Medioevo la Repubblica di Venezia si estendeva unicamente nella laguna rendendo così difficile la presenza dei grandi campi agrari che invece si stavano sviluppando nell'entroterra. La laguna però permetteva l'estrazione del sale che attraverso i fiumi veniva scambiato con le derrate agricole prodotte nel Friuli e nella campagna veneta, la produzione locale di ortaggi era molto scarsa e in ogni spazio coltivabile della laguna era adibito a orto.
Con la caduta del Regno longobardo e la crescente difficoltà ad acquistare gli approvvigionamenti nell'entroterra i veneziani iniziarono a sfruttare tutto lo spazio disponibile per coltivare e allevare bestiame, è in quest'epoca che ad esempio l'isola di Vignole, dove erano presenti le vigne, e il Lido di Bovense dove erano allevati i buoi, assunsero questo nome. Nel corso del IX secolo la zona in cui sorgeva la città romana di Altinum fu adibita alla coltivazione e all'allevamento, così come Equilium e altre zone costiere, mentre tra le isole lagunari più sfruttate figuravano Olivolo e Torcello.
Tra il X e l'XI secolo le famiglie veneziane iniziarono ad acquistare sistematicamente terreni in modo da costruire un grande possedimento terriero, tra le famiglie spiccano quella dei Candiano e dei Partecipazio che diede a Venezia ben dodici dogi e nel XII secolo anche il circondario di Chioggia divenne un polo agricolo per la Repubblica anche se la coltivazione dei cereali rimase impraticabile. L'espansione agricola caratterizzò nel XIII secolo tutto il Dogado e varie regioni del padovano vincolate da accordi commerciali con Venezia, successivamente anche il tervigiano e la Dalmazia stipularono accordi simili.

### L'espansione in terraferma

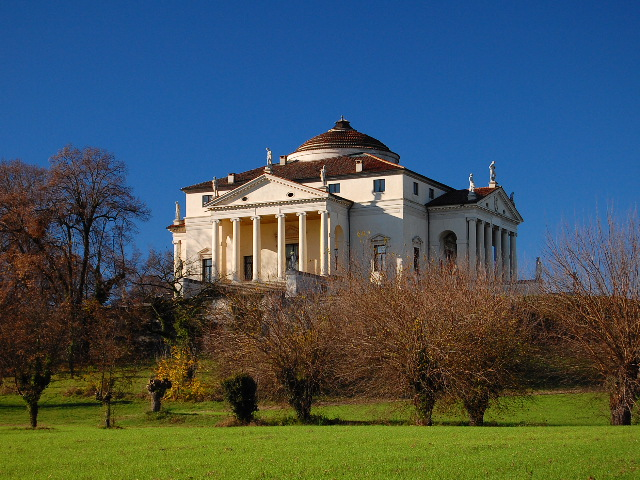
Villa Almerico Capra detta La Rotonda è una villa vicentina progettata da Andrea Palladio nel 1567

Sulla fine del XIII secolo circa 90 delle 110-120 famiglie patrizie possedevano latifondi nel padovano, nel trevigiano e nel ferrarese, questo portò le città a vietare l'acquisto delle terre da parte della nobiltà veneziana e nacquero diverse leggi per trattenere parte delle derrate alimentari prodotte. Con la graduale conquista dello Stato de Tera le terre del trevigiano e del padovano persero la loro autonomia amministrativa e iniziarono a essere acquistate dai cittadini e dai nobili veneziani e per secoli costituirono la gran parte del patrimonio fondiario nobiliare, nel 1537 la proprietà terriera degli abitanti del sestriere di San Marco era composta per il 55,9% da terre ubicate nel padovano e solamente nel XVII secolo questa percentuale iniziò ad abbassarsi in favore dell'acquisto delle terre vicentine. Nel 1405 con la dedizione di Verona a Venezia al Serenissima entrò in possesso degli estesi latifondi scaligeri che inizialmente furono acquistati dai patrizi veneziani per poi essere rimessi in mani veronesi.

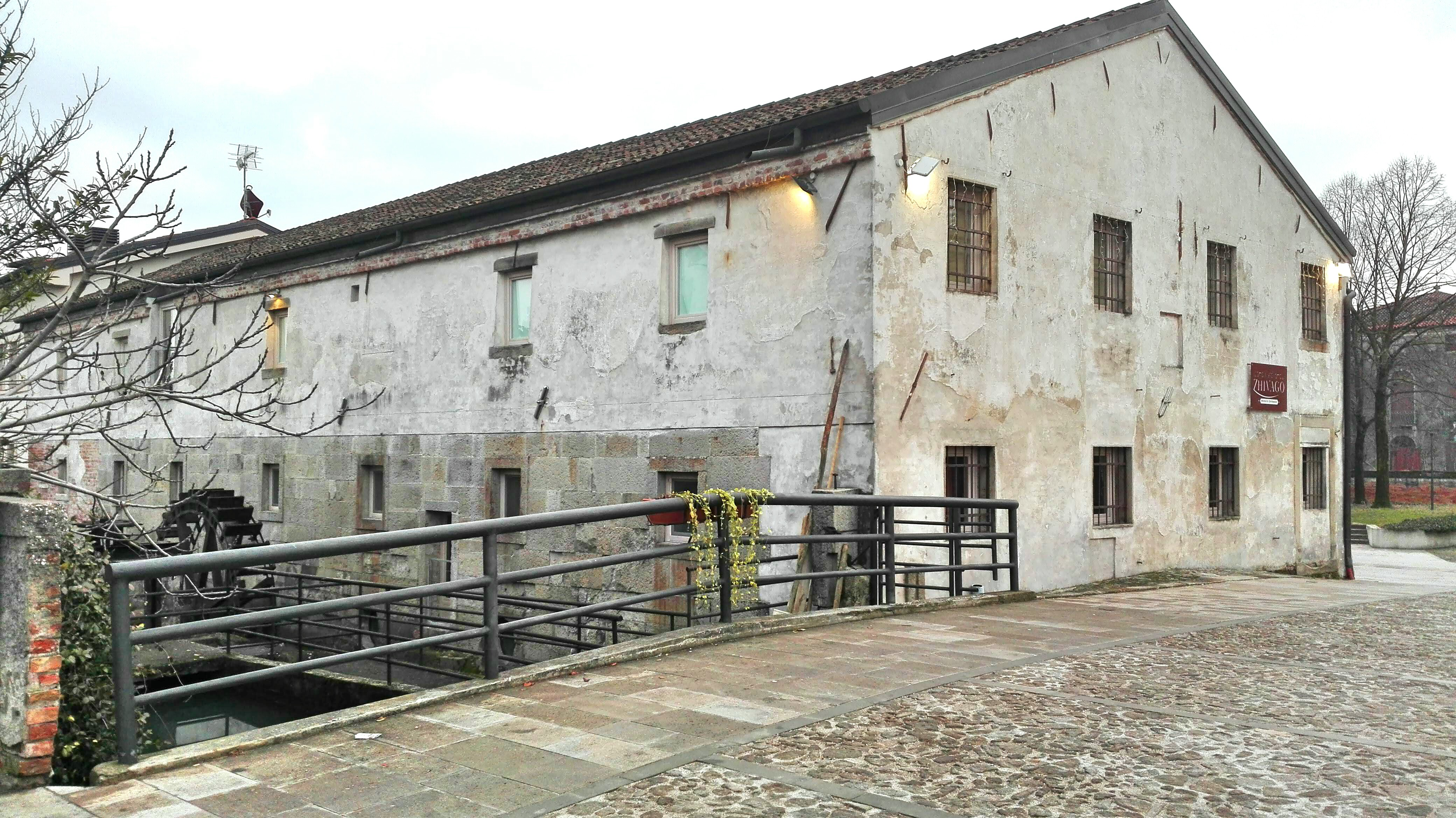
Il mulino di Pontemanco in provincia di Padova è il più antico del nord Italia, fu edificato nel XIV secolo

L'acquisto dei latifondi da parte delle famiglie veneziane, in particolare nel padovano, però non era finalizzato solamente alla coltivazione, ma anche allo sfruttamento di importanti infrastrutture quali i mulini e i magli che fiancheggiavano i fiumi. La presenza di numerose famiglie nobili nei latifondi padovani diedero il via nella seconda metà del XV secolo alla costruzione delle ville venete che possedevano una doppia funzione, sia di rappresentanza e di svago, sia di centro produttivo. La costruzione delle ville era sempre accompagnata dalla ristrutturazione dei borghi locali e della costruzione di case coloniali, per dare un lustro ancora maggiore alla famiglia latifondista. Nel XVI secolo questa pratica si diffuse notevolmente dando vista alla nascita di numerose criptosignorie, ovvero grandi latifondi in cui erano presenti villaggi costruiti e gestiti dalle famiglie proprietarie.

#### LoStato da Tera
Nel XV secolo con l'espansione in terraferma la Repubblica si dotò di grandi campi agricoli e tra quelli coltivati a cereali ben l'85% era dedicato alla coltivazione del frumento. La produzione di legumi e altri cereali come il miglio invece si affievolì progressivamente, per poi azzerarsi quasi del tutto con l'inizio del XVI secolo. Il grano era usato specialmente per la produzione di farina, pane e gallette e il consumo pro capite giornaliero nel 1342 era valutato a 1 libbra. Per fronteggiare questa richiesta i magazzini il quello stesso anno disponevano di circa 23000 t di grano e per mantenere un afflusso costante di questo alimento il governo ne ordinava nuovi carichi anche con anni di anticipo e spesso i feudatari per completare gli ordini erano costretti ad acquistare il grano all'estero, specialmente in Sicilia, per poi importarlo a Venezia. Oltre al grano, un'altra coltura abbondante era quella del lino, inoltre molti campi furono adibiti a pascoli per il bestiame e la ricerca di nuovi spazi coltivabili portò nel XVI secolo alla bonifica delle paludi del Polesine e del Padovano. Altra coltivazione estremamente diffusa era quella delle viti che in particolare sui colli Euganei costituivano di fatto l'unica coltura presente.

#### LoStato da Mar
Nei possedimenti dello Stato da Mar Venezia poteva coltivare piante che necessitavano di climi più caldi, per esempio a Creta e su diverse isole greche erano presenti molte aziende vinicole. Sulla costa meridionale di Piscopi, piccola isola del Dodecaneso, i Corner a partire dal 1366 si dedicarono alla coltivazione e a una prima trasformazione della canna da zucchero potenziando la rete irrigua locale. Lo zucchero era ampiamente coltivato e raffinato anche a Cipro, anche se sulla fine del XV secolo la concorrenza portoghese causò un ridimensionamento della coltura di canna da zucchero in favore di quella del cotone. Oltre a Cipro e Creta lo zucchero veniva acquistato in tutto il Mediterraneo, in particolare in Sicilia, a Malta, in Marocco e in Spagna e una volta esportato a Venezia veniva raffinato attraverso diverse bolliture per la vendita. Lo zucchero spesso veniva scambiato In Inghilterra o nelle Fiandre con i tessuti del Nord Europa e Venezia rimase la maggiore esportatrice di zucchero fino al XVI secolo quando la concorrenza fiamminga e portoghese diminuì notevolmente le esportazioni veneziane.

## Pesca e caccia

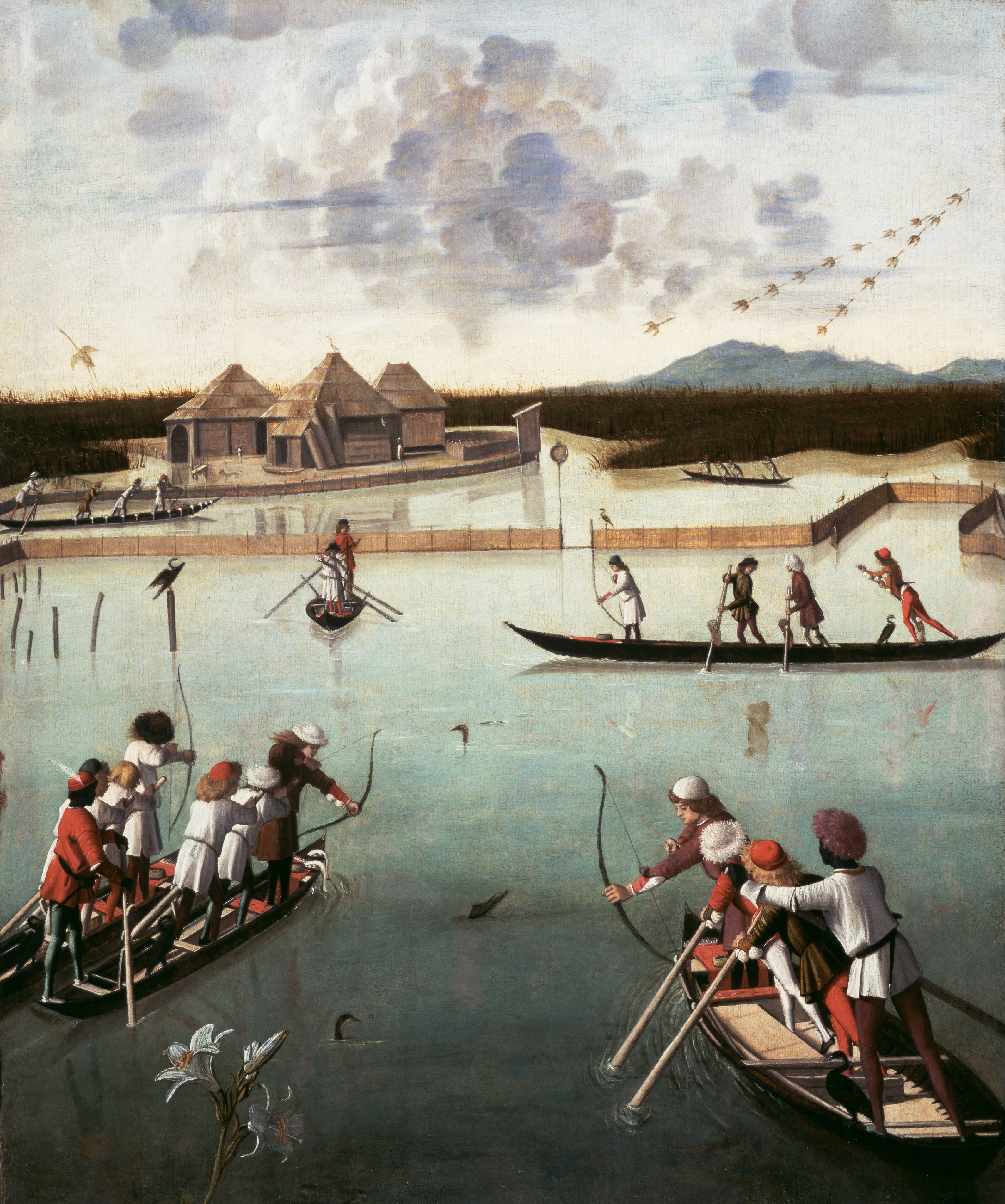
Vallicoltura e uccellagione nella laguna nel XV secolo

L'uccellagione e la pesca svolsero un ruolo fondamentale nel sostentamento delle prime comunità lagunari. L'uccellagione interessava soprattutto la caccia di germani reali e i fischioni che erano per lo più destinati all'autoconsumo, la pesca invece era molto diffusa e portò la Repubblica a stabilire norme precise sulla sua regolamentazione. La pesca oltre a costituire un ottimo mezzo di sostentamento divenne in breve tempo anche una delle attività dal maggior interesse commerciale, dato che buona parte del pescato veniva messo in salamoia per poi essere commerciato attraverso la navigazione fluviale.
La pesca veniva certamente praticata lungo le coste e in mare aperto, da alcuni documenti risalenti al 1173 figurano tra i pesci più commerciati e quindi a prezzo calmierato, scorfani, squadri, razze e anche i delfini. Tra le zone più pescose figuravano le imboccature che collegavano la laguna al mare, che essendo facili da controllare, permettevano di pescare una grande quantità di novellame, ma anche di pesci adulti.
La zona dove la pesca veniva praticata maggiormente però era la laguna, in particolare era sviluppata l'itticoltura. In laguna l'itticoltura era definita vallicultura, in quanto il pesce veniva allevato all'interno delle valli, bacini poco profondi alimentati dai canali che si formavano durante le maree e in cui trovava rifugio il novellame. Una volta che i pesci entravano nelle valli gli itticoltori disponevano delle grisole (recinzioni di canne palustri) alle imboccature in modo da mantenere il pesce e permettere il passaggio dei flussi di marea. La vallicultura è fortemente incentivata dalla Repubblica e altrettanto normata, ad esempio nel 1314 fu emanata una legge per vietare il commercio di novellame, in quanto spendibile in vallicoltura. L'allevamento vallivo non consentiva monoculture di pesce anche se cefali, anguille, passere e ghiozzi rimanevano i pesci più allevati. Il consumo di molluschi e crostacei era scarso, i pesci invece quelli di maggior pregio erano storioni, rombi e trote, seguiva il resto del pescato che con l'eccezione dei cefali solitamente era messo sotto sale.

## Risorse

### Sale

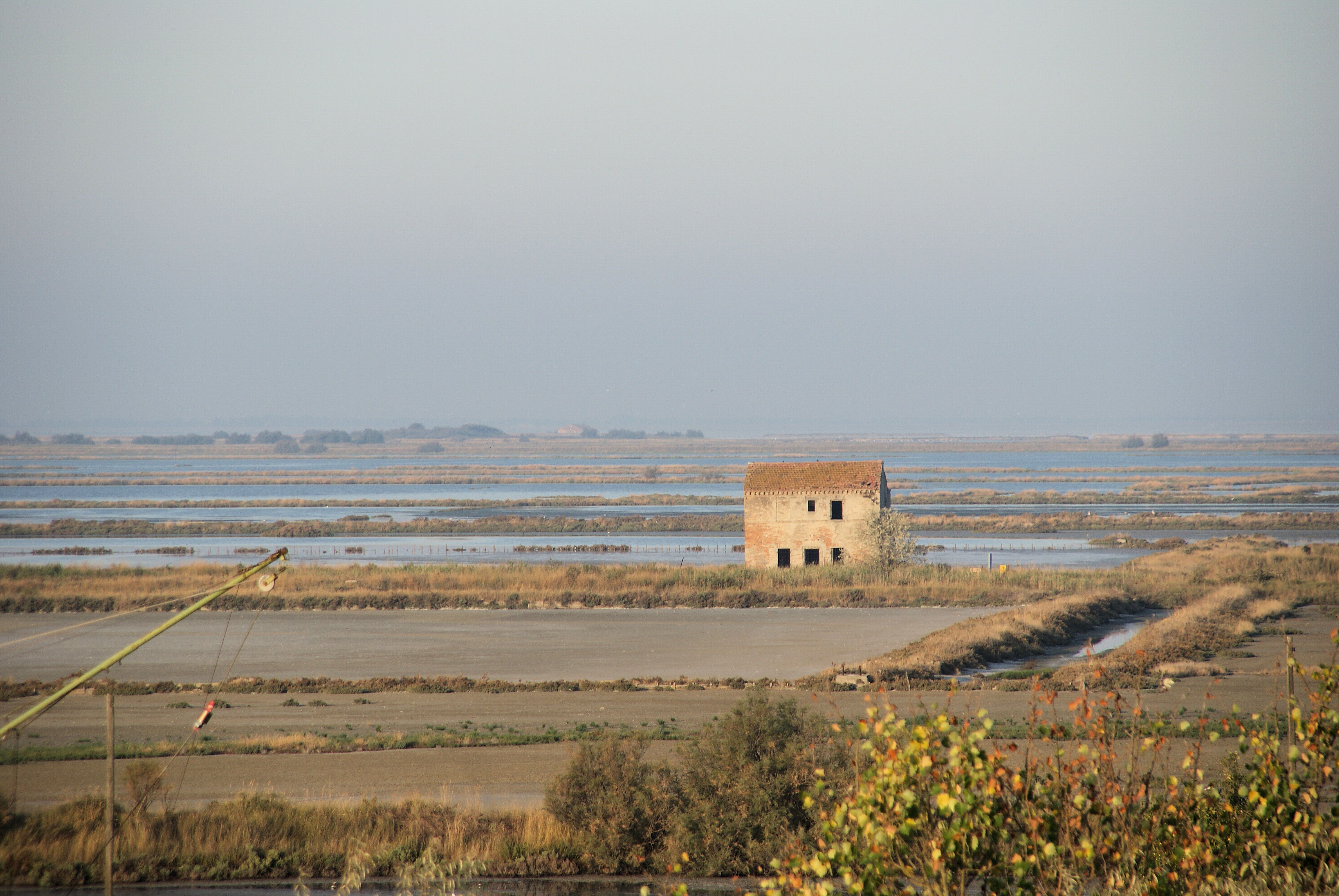
Le saline di Comacchio, rivale di Venezia nella produzione del sale nel X secolo

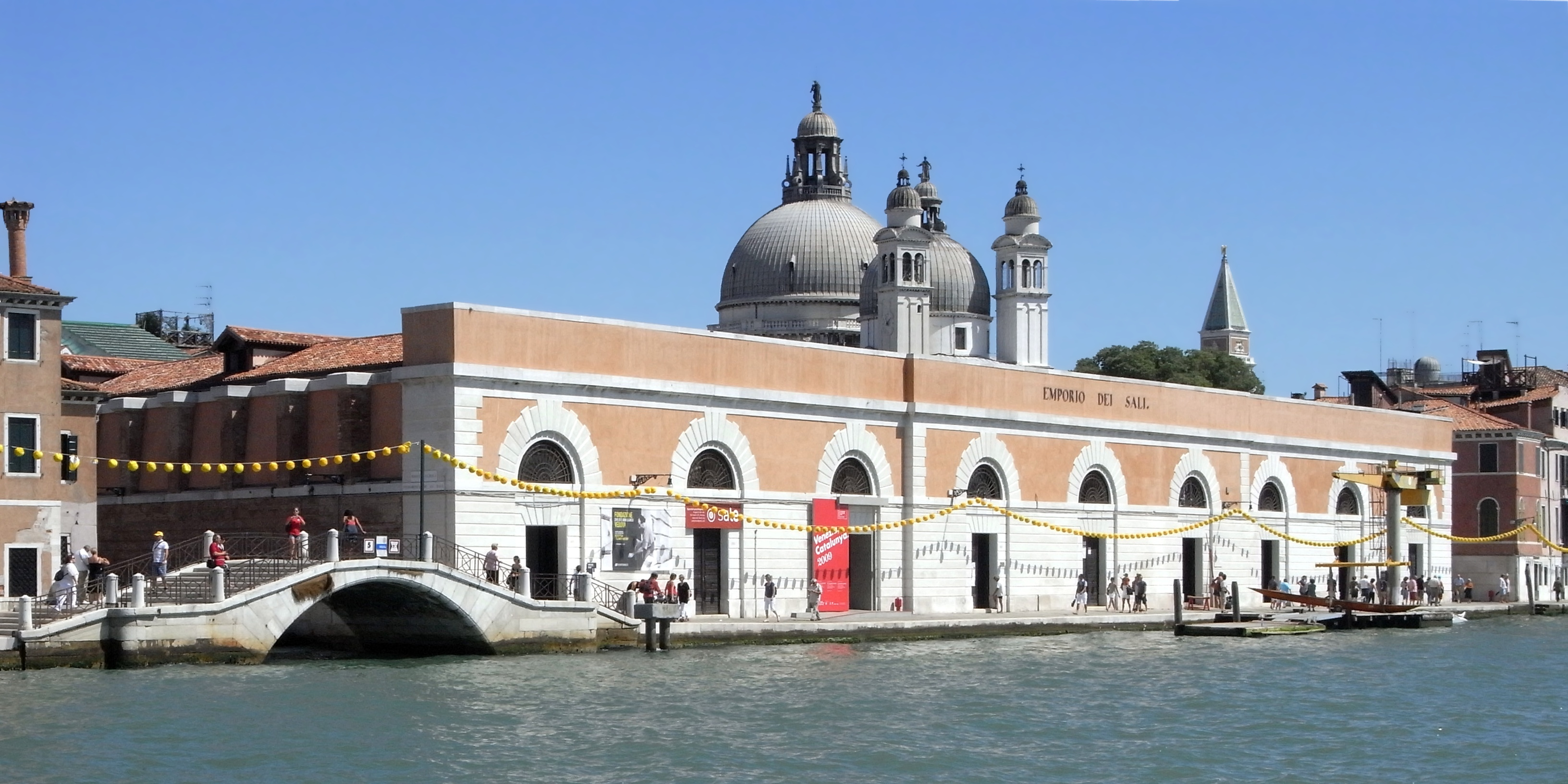
I magazzini del sale di Venezia

Sin dai primi insediamenti le popolazioni lagunari hanno fatto affidamento all'estrazione del sale per il loro sostentamento, grazie al commercio di questo prezioso minerale infatti le prime popolazioni lagunari potevano acquistare le merci che la laguna non offriva, prime fra tutte il grano. Nei primi secoli della sua fondazione, la diretta concorrente della Serenissima nella produzione del sale fu Comacchio che nel 932, per ottenere il primato sulla produzione dell'alimento, entrò in guerra con Venezia e fu sconfitta. Le zone in cui si concentrava la maggior produttività erano la parte settentrionale della laguna e il circondario di Chioggia. Nel XIII secolo il chioggiano divenne il sito di maggior produzione salina del Mediterraneo, una volta estratto il sale veniva esportato in tutta Italia attraverso il Po e l’Adige.
Le saline erano costituite da una serie di dighe, bacini e canali che ne permettevano il corretto funzionamento. Nella costruzione del fondamento della salina intervenivano una trentina di persone detti consortes diretti da capitanei. Si iniziava con la costruzione di una diga detta virga madrigale per proteggere il sistema di bacini di evaporazione, poi attraverso un'apertura (callio) l'acqua di mare fluiva con l'alta marea in un bacino, il morario, dove scalandosi si trasformava in salamoia. A questo punto l'acqua entrava in una serie bacini più piccoli, i corboli che facevano confluire l'acqua concentrata nel rio per poi distribuirla nelle saline dove di fatto si accoglieva il sale. Ogni fondamento si costituiva di circa cinquanta saline che occupavano circa un quarto dell'estensione del fondamento che mediamente era di 27,5 ha. La loro estensione era notevole: es. le 76 saline di Chioggia occupavano un'area compresa tra i 25 e i 30 km², ovvero una superficie novanta volte superiore a quella occupata dalla città.
La costruzione delle saline era molto favorita dalla Repubblica dato che il doge e le grandi famiglie ducali ne detenevano la proprietà. I fondi dei nobili erano affittati alle famiglie dei salinari che in grande autonomia mantenevano la salina e ne estraevano il sale. I proprietari dei fondi avevano un rapporto esclusivamente economico con i salinari, di conseguenza i nobili, proprietari dei fondi, non potevano considerarsi signori feudatari come invece avveniva ad esempio nel resto d’Europa nella coltivazione del grano. I salinari inoltre erano organizzati i consorzi che rendevano ancora più difficoltosa un'imposizione signorile dei proprietari fondiari.
Nel XIV secolo durante la massima espansione commerciale la produzione di sale in laguna diminuì progressivamente ma nonostante ciò Venezia mantenne il monopolio di questa preziosa merce acquistando il sale fuori dai suoi confini e imponendo ai mercanti di trasportare sulle loro imbarcazioni una certa percentuale di sale, detta ordo salis. Il monopolio era gestito dai magazzini sale che facevano perizie sulla qualità del sale e determinavano la quantità di sale esportabile. I luoghi da cui le carovane veneziane acquistavano il sale erano le saline attive in Puglia, Sicilia, Sardegna, nelle isole Baleari, a Cipro e sulla coste della Libia.

### Legname

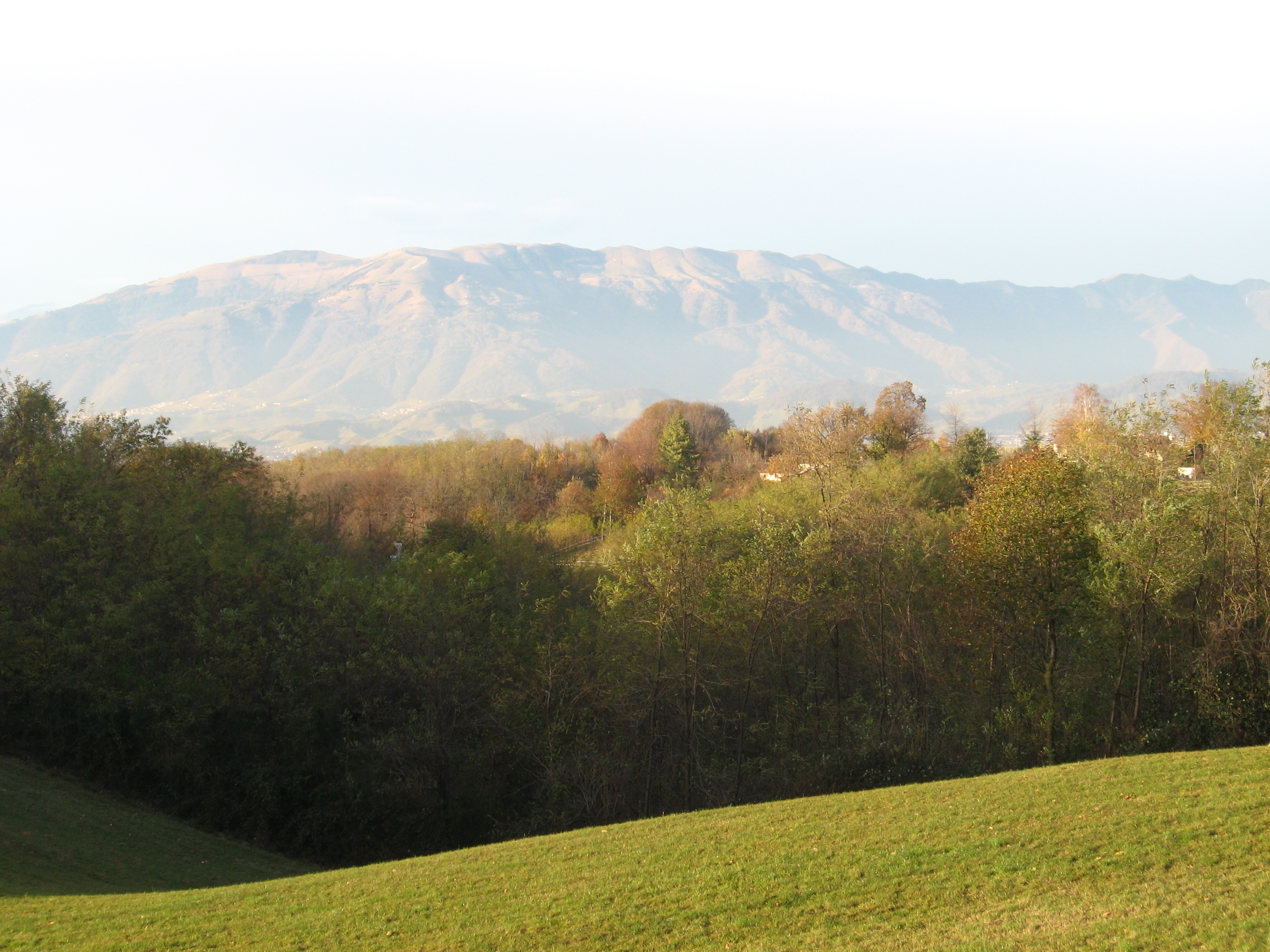
Il bosco di Montello

Nella storia della Repubblica il legname fu sempre considerato una risorsa di grande importanza e pertanto fin dalla sua nascita la Serenissima si dotò di leggi dedicate alla protezione delle foreste. Nonostante la grande quantità di leggi lo stato delle foreste veneziane peggiorò notevolmente sul finire del XVI secolo e di conseguenza per avere sempre legname disponibile in caso di guerra o per la creazione di nuove rotte commerciali la gestione delle foreste fu affidata ai patroni e ai provveditori dell'Arsenale, le cui decisioni venivano eseguite da un provveditore sopra i boschi da loro scelto. Il problema della cattiva salute delle foreste però non causava solo la perdita del legname, all'epoca ampiamente utilizzato come materiale da costruzione e fonte energetica, ma anche un peggioramento della situazione idrogeologica locale e quindi anche a causa di questa ulteriore minaccia il Senato iniziò ad approvare leggi sempre più severe contro il disboscamento illegale.
Il legno di maggiore importanza per l'Arsenale era il rovere e pertanto nel 1475 una delibera del Collegio dei Savi vietò l'utilizzo del legno di rovere per scopi diversi dalla costruzione delle navi e inoltre fu imposto il rimboschimento di questa pianta. I due boschi di rovere di maggior rilievo erano gestiti direttamente dal Consiglio dei Dieci ed erano il bosco di Montello e quello di Montona. Il legame da fuoco veniva reperito principalmente dei boschi dell'Istria e della Terraferma mentre quello da costruzione (costituito principalmente da conifere) viaggiava attraverso i fiumi dal bellunese e dalla Carnia.

## Industria

### Cantieristica navale

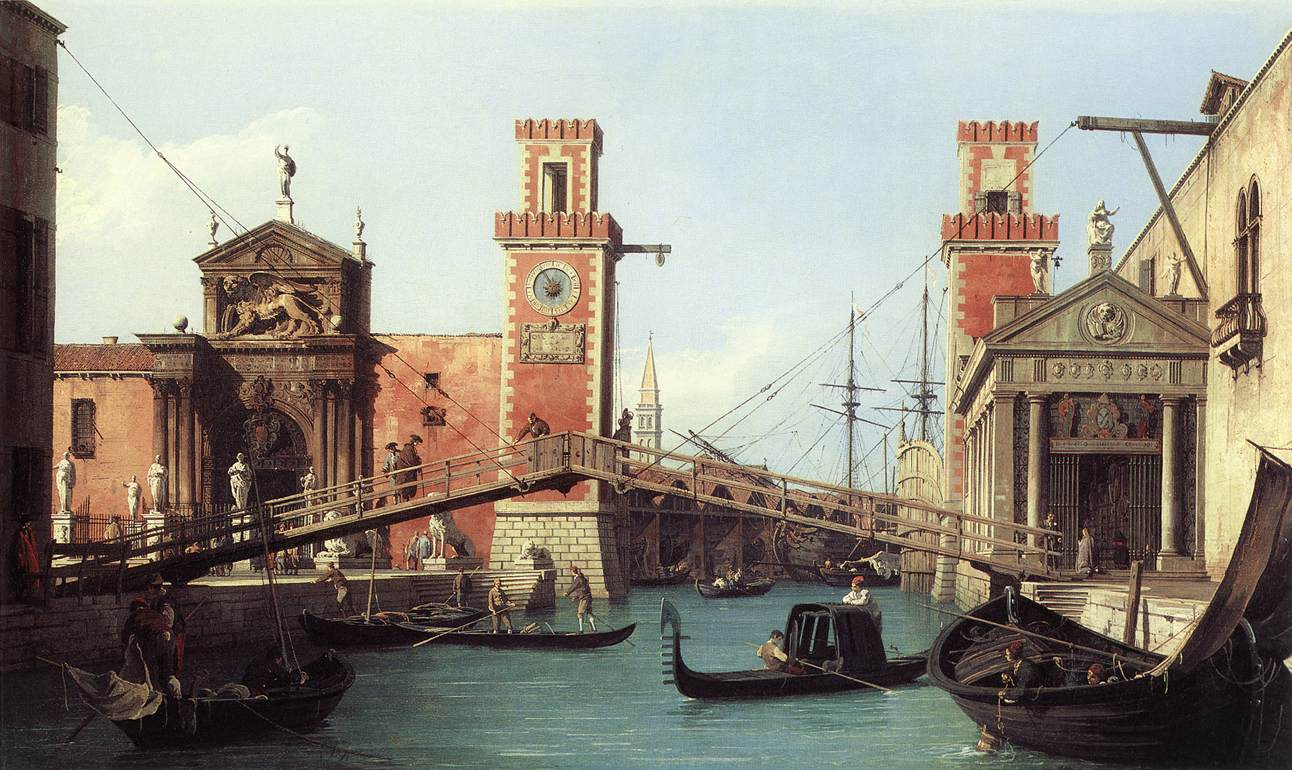
L'ingresso dell'Arsenale di Venezia dipinto da Canaletto nel 1732

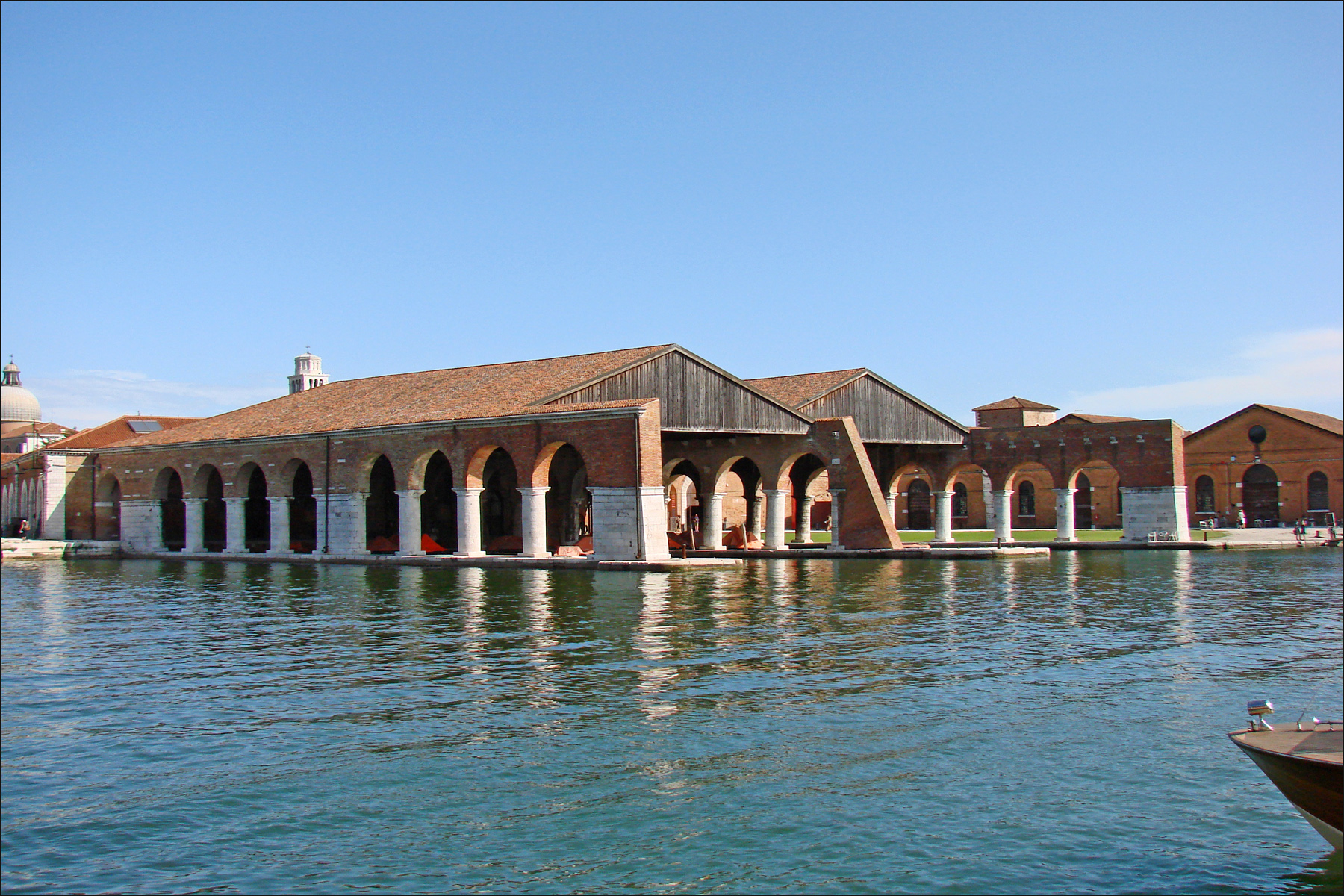
I cantieri navali dell'Arsenale probabilmente progettati nel 1573 da Jacopo Sansovino

Tra le attività manifatturiere quella che rivestiva maggiore importanza era la cantieristica navale, in città erano presenti numerosi squeri, piccoli cantieri navali dediti alla costruzione di barche di piccola dimensione e di navi modeste come le cocche. La nave principe però era la galea, sia da guerra sia mercantile, era mossa da 180 vogatori (alcuni assunti regolarmente, altri carcerati per indebitamento) e veniva fabbricata nell'Arsenale di Stato. Il primo nucleo dell'arsenale risale alla seconda metà del XII secolo e raggiunse una dimensione ragguardevole già nel XIII secolo quando poteva essere considerato a pieno titolo il più grande e articolato complesso industriale dell'Europa medievale. L'arsenale era gestito da diverse magistrature che erano incaricate di sorvegliare ogni aspetto del cantiere, compresa la collaborazione con gli squeri e il rifornimento di materie prime come il legname proveniente dall'entroterra e la tela per le vele marchigiana. L'arsenale era adibito a ospitare tre produzioni, quella delle navi, quella del cordame e quella delle armi e dei cannoni.
Passaggio primario nella costruzione delle navi era l'assemblamento del telaio, della chiglia e delle fiancate laterali e questo così delicato compito veniva svolto da falegnami specializzati detti marangoni. Una volta costruita la struttura dell'imbarcazione entravano in gioco i calafati che avevano il compito di impermeabilizzare lo scafo e le giunture a contatto con l'acqua marina utilizzando la pece. Infine intervenivano i remieri che erano dedicati alla produzione delle migliaia di remi utilizzati per garantire la propulsione delle galee. Questi tre gruppi costituivano i tre quarti della forza lavoro dell'arsenale, erano organizzati nella corporazione degli arsenalotti ed erano suddivisi secondo una gerarchia di specializzazione: maestri, lavoranti e apprendisti. Sul finire del XVI secolo gli arsenalotti furono assunti stabilmente dal cantiere statale, e in mancanza di lavoro potevano recarsi negli squeri privati per lavorare e fu concesso loro di rendere la loro mansione ereditaria. Nel 1560 con le guerre turco-veneziane l'arsenale impiegava ben 2 200 tra calafati e marangoni, un numero che sarebbe stato poi destinato a scendere.
Accanto alle tre maestranze principali erano poi presenti gli alboranti, addetti alla costruzione degli alberi della nave, i tagieri, che allestivano pulegge e carrucole e gli intagliadori, che curavano la decorazione della nave. Oltre alla costruzione vera e propria delle imbarcazioni erano presenti anche altre professioni minori: i botteri, che preparavano botti e barili, i carreri, che ne allestivano carri e affusti, centinaia di facchini, muratori, fabbri, falegnami e i filacanevi, i maestri fabbricanti di funi di canapa proveniente dal porto di Tana sul Mar Nero. I fondatori erano incaricati nella fusione di cannoni e armi da fuoco, oltre alle armi bianche e alla armature di diffusero anche le maestranze specializzate nell'uso della polvere da sparo e nella costruzione di bombe.

### Tessitura

#### Lana

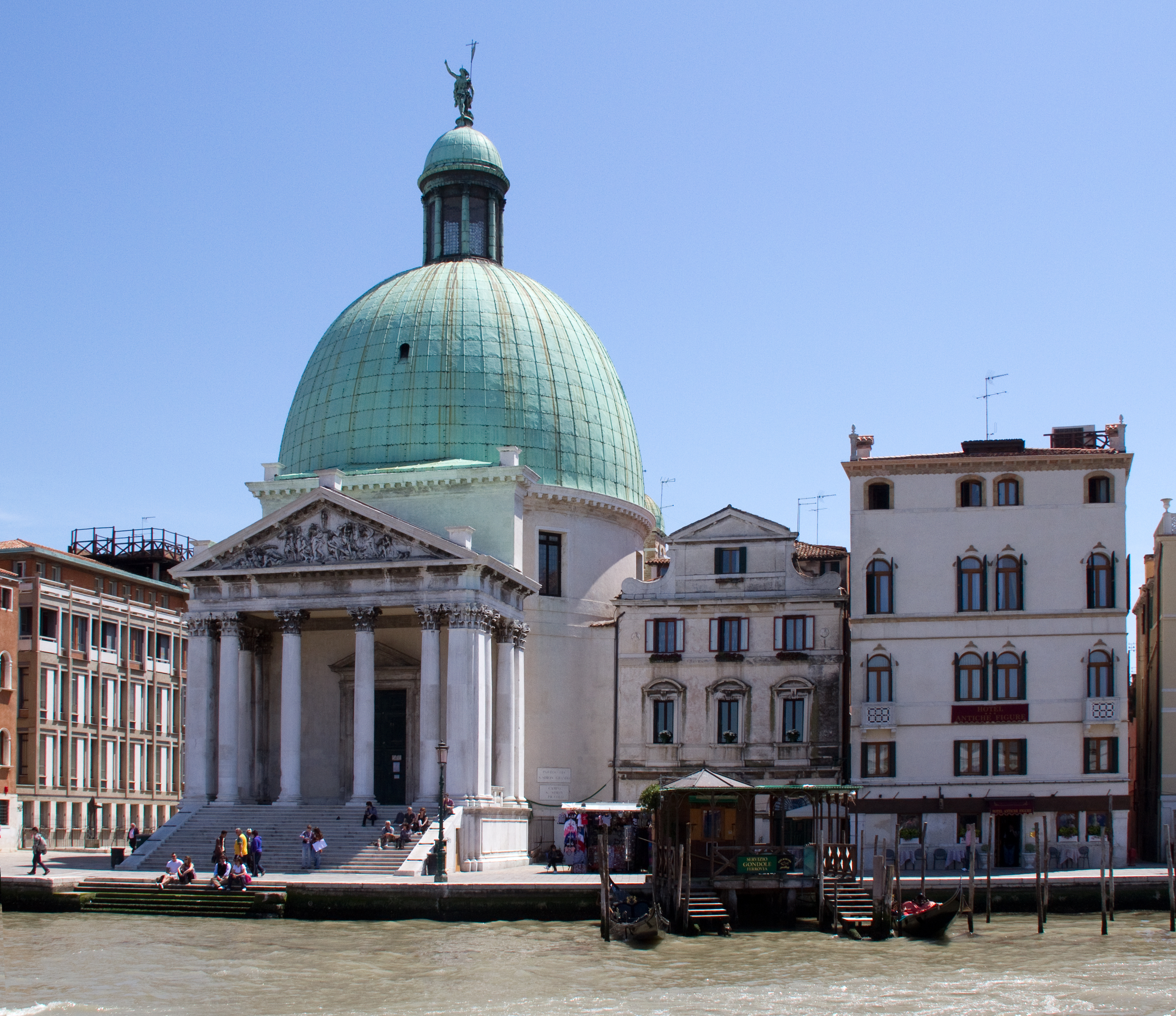
La chiesa di San Simeon Piccolo affiancata dalla scuola dei tessitori di panni di lana

Il settore tessile era quello più vasto e che occupava la maggior parte delle persone. Seppur inizialmente confinata sull'isola di Torcello, nel XIV secolo l'industria laniera si diffuse in tutto il Dogado. Una volta acquistata la lana grezza questa doveva subire il processo di follatura che avveniva nelle gualchiere dislocate lungo i fiumi del trevigiano e del padovano mentre l'operazione della lavatura avveniva lungo la Tergola, la lana così trattata quindi veniva filata nei lanifici dislocati in tutto il Dogado e nello Stato da Tera, in particolare nel bergamasco. La qualità del tessuto prodotto era buona grazie agli sviluppi tecnologici della tintoria e a un severo controllo della qualità della lana utilizzata. In seguito a questa procedura i tessuti veneziani entrarono in concorrenza con quelli fiorentini, la cui produzione fu indebolita dal tumulto dei Ciompi nel 1378. La produzione laniera raggiunse il suo apice tra il XVI e il XVII secolo quando passò dalle 1 310 pezze del 1516 alle 28 729 del 1602 e arrivando a occupare circa 36 000 persone. Già nel 1623 però la produzione laniera veneziana fu più che dimezzata e la crisi fu ulteriormente aggravata dalla peste del 1630 che spostò definitivamente i centri di produzione nei Paesi del Nord Europa.
I lanifici generalmente erano di proprietà dei mercanti che provvedevano a importare la materia prima da tutta Europa, spesso scambiandola con le tinture e le sostanze chimiche necessarie per la loro lavorazione, e successivamente si occupavano dello smercio dei panni. Le filatrici generalmente venivano pagate a cottimo o in natura e non era concesso loro di organizzarsi. Per mantenere comunque un mercato libero lo Stato promulgò diverse leggi contrarie alla formazione dei monopoli e in favore della libera concorrenza all'interno della gilda dei mercanti della lana. Per difendere il mercato locale si optò saltuariamente per delle leggi protezionistiche contrarie alla vendita dei panni esteri, con l'eccezione di quelli fiamminghi trasportati in patria dai mercanti veneziani.

#### Cotone

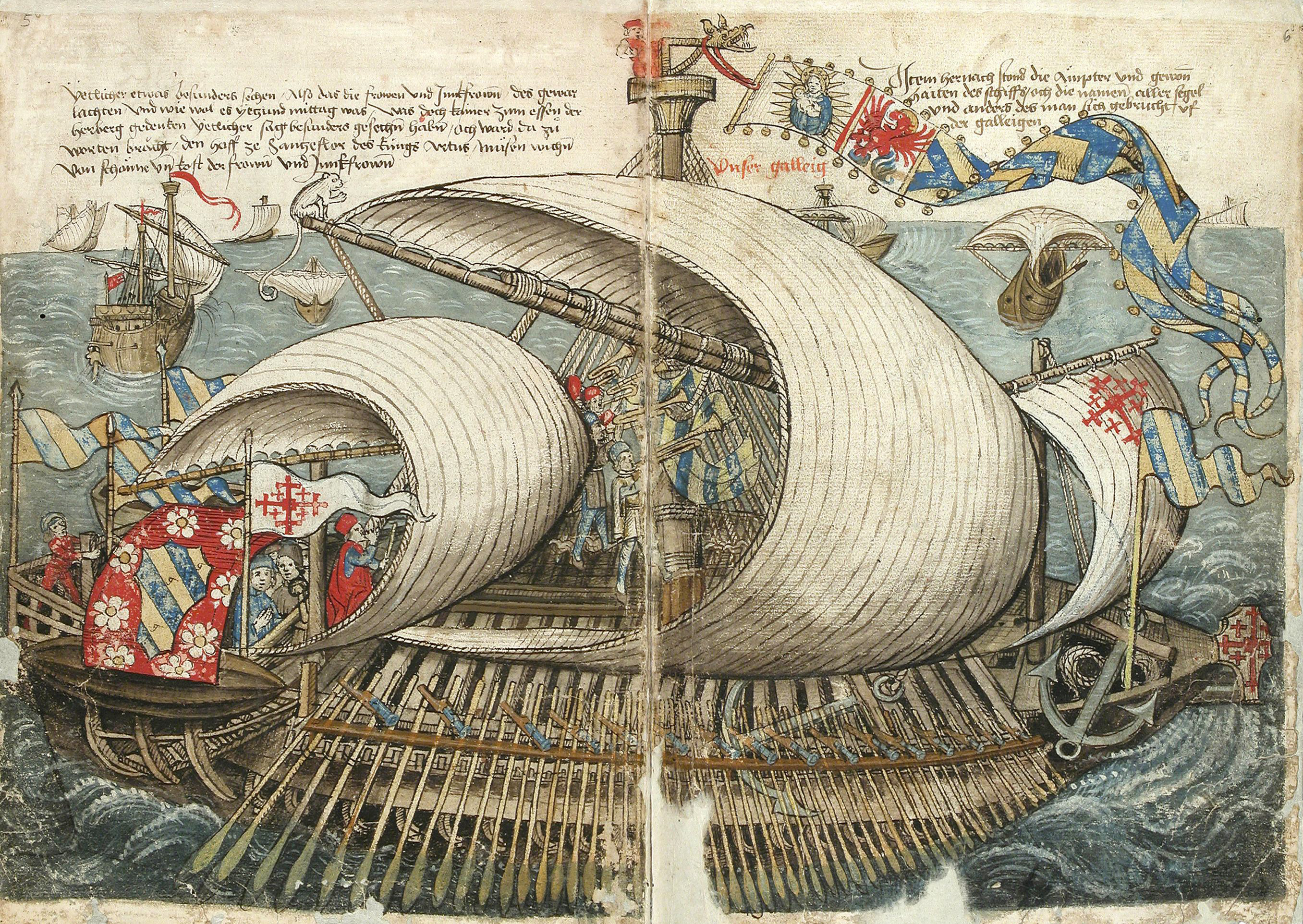
Le vele in cotone di una galea veneziana del XV secolo

Anche se di minor importanza del settore laniero, la lavorazione del cotone e del fustagno ricopriva un ruolo rilevante nell'economia veneziana occupando nel XV secolo circa 6 000 persone, oltre un terzo dell'intera industria tessile dell'epoca. La tessitura del fustagno era avvantaggiata dalla possibilità di importare il cotone a prezzi competitivi dall'Asia minore, dalla Siria, dalla Puglia e dalla Calabria anche se per la creazione di questo tessuto venivano impiegate anche altre fibre vegetali come il lino e la canapa. I continui scambi con l'Oriente permisero di assumere tecnologie adatte alla lavorazione del cotone, come ad esempio l'arco che veniva usato per la rottura dei batuffoli di cotone. Alla lavorazione del cotone erano collegate un gran numero di arti, quelle dedicate alla produzione del tessuto, al funzionamento dei macchinari di lavorazione, al confezionamento dei vestiti e alla produzione delle vele per la navigazione. I principali concorrenti di Venezia nella tessitura del fustagno erano Milano, Cremona, ma soprattutto la Germania, che a differenza della Repubblica di Venezia aveva grandi piantagioni di lino e canapa, mentre Venezia poteva disporre delle poche culture dell'entroterra. La concorrenza sempre maggiore portò a partire dal XVI secolo a un continuo declino della produzione veneziana di fustagno.

#### Tintoria

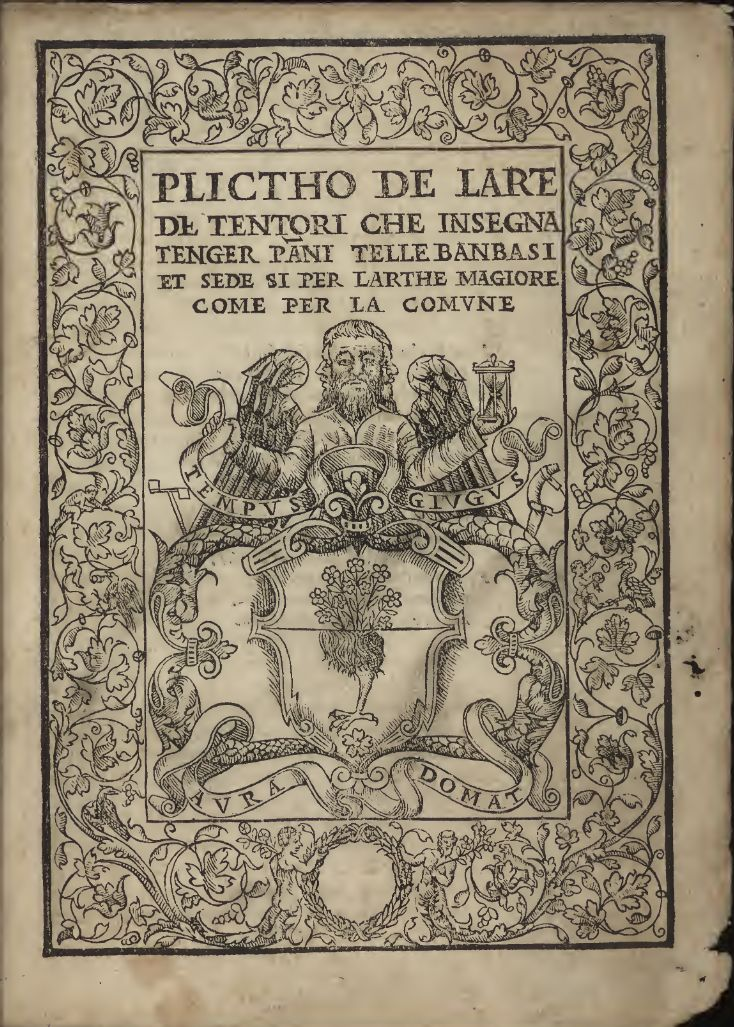
Il frontespizio del Plictho de l'arte de tentori

La qualità dei panni di lana prodotti dipendeva da due fattori, i fili dell'ordito e la tintura. La prima corporazione europea di tintori nacque a Venezia nel 1243 e ciò permise di elaborare diverse procedure riassunte da Giovan Ventura Rosetti nel Plictho de l'arte de tentori del 1540, dove in particolare venivano spiegate le lavorazioni per ottenere il rosso, l'azzurro e il nero, colori che a Venezia uscivano particolarmente bene. Il rosso d'alizarina e lo scarlatto erano le due tinte più pregiate e pertanto era possibile tingere di questi colori solo panni prodotti a Venezia o importati da ponente, inoltre sempre secondo il principio di controllo qualità era vietato l'uso del ben più economico legno di pernambuco, che a differenza delle altre due preparazioni scoloriva. Alla fine del XV secolo la corporazione fu suddivisa in Arte maggiore e Arte minore, alla prima appartenevano i tintori da seda, da guado, da grana e da cremese. I primi erano esperti nella tintura della seta, i secondi con l'uso del guado (anche se spesso era utilizzato l'indaco) per ottenere la colorazione blu, mentre gli altri due per la tintura rossa. A causa dell'uso di sostanze chimiche o organiche come il sangue, la tintoria era un processo estremamente inquinante e insalubre, pertanto i provveditori alla sanità nel XV secolo introdussero numerosi provvedimenti per limitare questa attività in città e di conseguenza i laboratori si spostarono in laguna e in terraferma.

#### Seta
L'industria serica si insediò a Venezia agli inizi del XIV secolo grazie all'arrivo dei profughi lucchesi, in fuga dai continui attacchi subiti dalla loro città. All'inizio del XV secolo Venezia diventò uno dei maggiori centri dell'industria serica in Italia e in Europa con all'attivo circa 3 000 telai, che scesero a 500 a fine secolo per poi risalire a 1 500 alla fine del XVI secolo. Con la nascita dell'Arte dei Tessitori di Seta la città di Venezia ottenne il monopolio del mercato del vestiario di lusso che nel corso del XVI secolo fu parzialmente ceduto anche alle città di Vicenza e Brescia. I setifici veneziani offrivano una vasta gamma di prodotti che andava dall'ermisino ai rasi, damaschi e velluti fino ai panni intrecciati con il filo d'oro. Questa moltitudine di merci riforniva le botteghe della città e alimentava anche una forte esportazione tanto verso l'Europa e l'Oriente, in particolare verso Costantinopoli.

#### Cuoio e pellicce

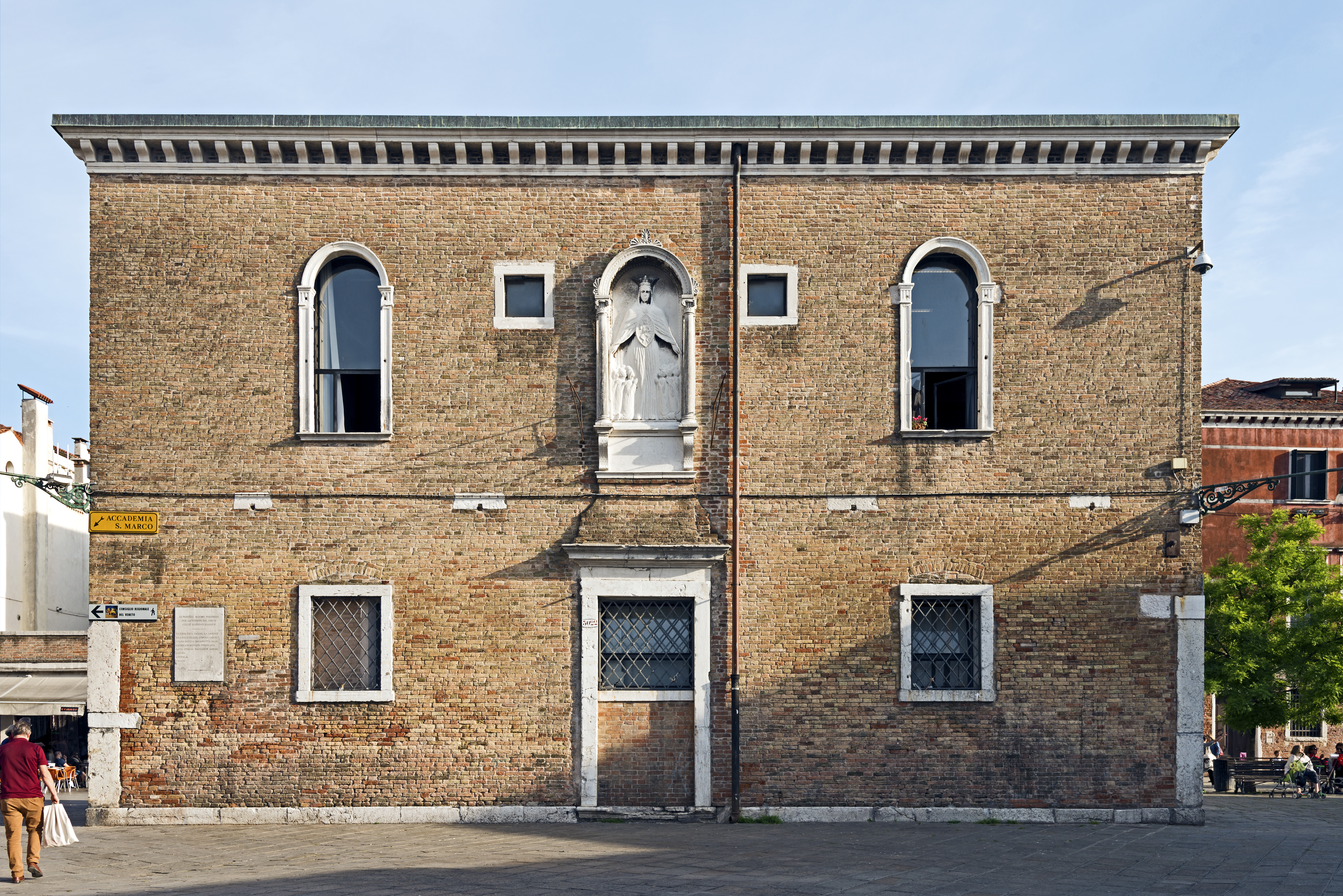
Scuola dei Varoteri, ovvero la scuola dei conciai delle pelli invernali di scoiattolo

La lavorazione del pellame per ottenere il cuoio e le pellicce fu ben presto spostata sull'isola della Giudecca e causa dell'inquinamento prodotto fu vietato lo sversamento nei canali delle sostanze chimiche impiegate in conceria. Le sostanze utilizzate erano varie e tra le principali figuravano l'allume di potassio, la calce, l'estratto tannico di corteccia di rovere, le galle di quercia e la più importante, l'acqua dolce che veniva trasportata verso le concerie dalle barche. L'approvvigionamento dell'acqua oltre che all'inquinamento causato portò i mercanti imprenditori a spostare le concerie da Venezia alla terraferma.
Le pellicce russe e le pelli d'agnello e montone venivano acquistate dai mercanti in tutta Europa e in Oriente, attraverso i fondachi, tutti i tipi di pellicce del Nord Europa affluivano a Venezia dove venivano trasformate. In tutto questo processo di lavorazione i mercanti rimanevano proprietari delle pellicce e si occupavano di importare le pelli e di esportare i vestiti confezionati a Venezia.
L'uso del cuoio era estremamente variegato, dalla produzione delle calzature all'impiego per la guarnizione dei remi e delle vele o ancora per la rilegatura dei libri o altri beni di lusso, lavoro svolto dai cuoridoro, artigiani che lavoravano il cuoio dorato. Erano presenti anche produzioni di guanti e calzature di lusso come i zopieggi, in Italia diffuse con il nome di pianelle. Gli animali da pelliccia erano i più diversi: martore, ermellini, linci, faine, scoiattoli, volpi e ovini le corporazioni che lavoravano queste erano quella dei varotarii, pelli di scoiattolo invernali, dei peliparii, pelli di ovini, e dei glirarii, pelli di ghiro. Le pellicce erano molto diffuse soprattutto tra la nobiltà, sono citati ad esempio pellicce composte da 450 pelli di ermellino o 80 pelli di montone. Sul finire del XVI secolo anche l'industria delle pellicce ebbe un grande decremento passando a Venezia da 404 conciai a 150 nel 1744.

### Abbigliamento

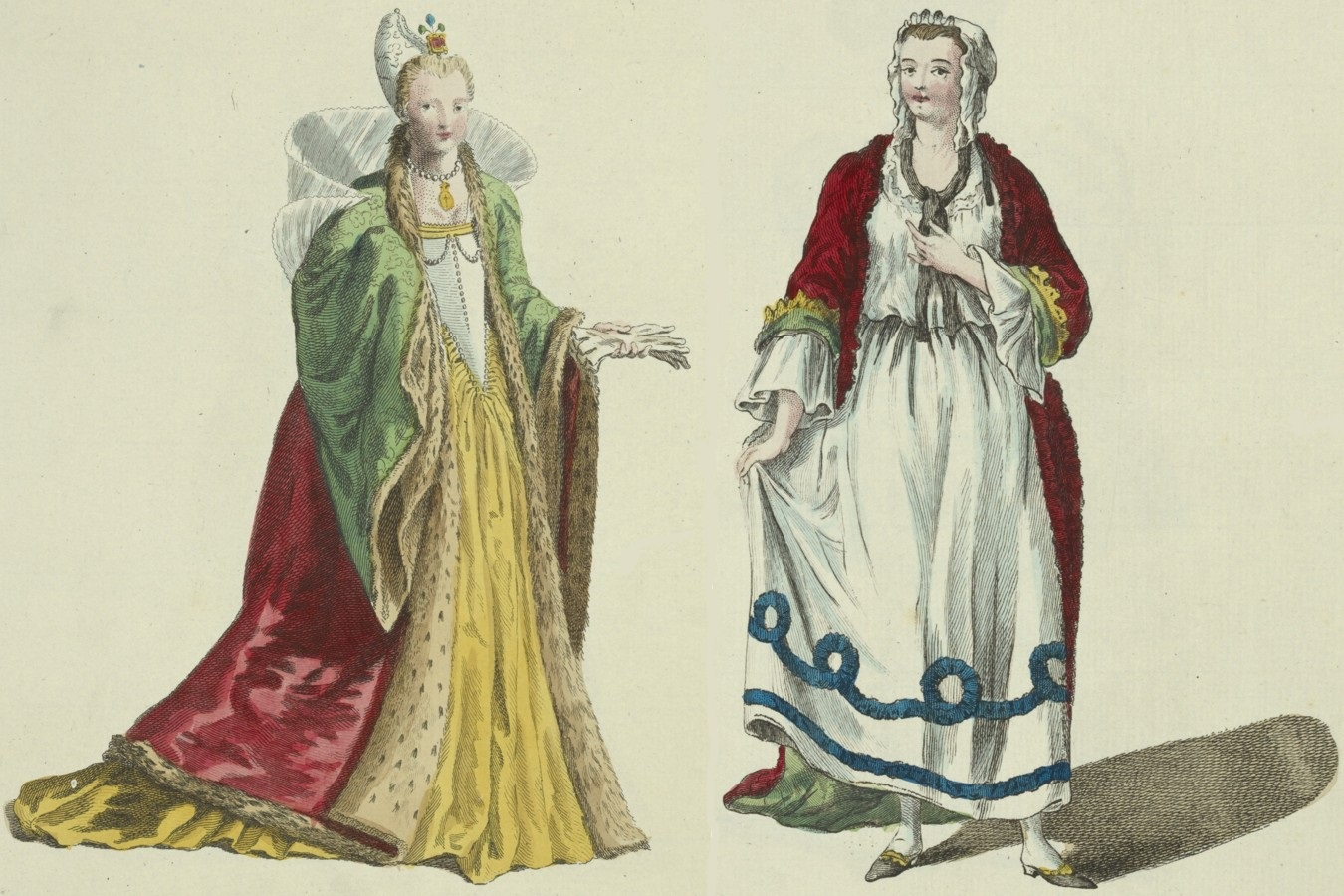
A sinistra la dogaressa nel 1581 in abiti tardo rinascimentali e a destra una donna del 1750 che veste la tonda

Per via del rapporto commerciale con l'Oriente a Venezia si diffusero ben presto l'abbigliamento sfarzoso tipico dei bizantini costituito per lo più da tonache ricamate o trapuntate di colore azzurro, colore simbolo dei veneti. Tra il popolo minuto invece erano diffusi lunghi vestiti di tela decorati da strisce colorate e solitamente le calzature erano sandali di pelle. Sopra la tonaca gli uomini spesso indossavano ampi mantelli oltre a cinture e cappelli. I vestiti delle donne nobili erano di seta ricamata, molto lunghi e scollati, solitamente indossavano anche mantelli a strascico e pellicce di una grande varietà di animali, tra i quali spiccava l'ermellino. Con l'istituzione delle corporazione nel XIII secolo anche l'Arte dei sarti fu regolata e tutelata con l'istituzione dei Sartori da vesti, i Sartori da ziponi e i Sartori da calze e si dedicavano rispettivamente a confezionare vestiti, giacche di fustagno e calze.
Con l'inizio del Rinascimento seguendo la moda europea, gli abiti delle nobildonne divennero sempre più sfarzosi, mentre gli uomini cominciarono a portare delle gonnelle abbinate a lunghe calze bicolore. Le strade non essendo selciate rischiavano di sporcare le vesti quindi si diffusero degli zoccoli molto alti che venivano poi tolti una volta raggiunta l'abitazione. Tra il XV e nel XVI secolo l'influenza barocca portò agli eccessi gli abiti nobiliari che in questa epoca incominciarono a essere impreziositi anche da una produzione locale, il merletto di Burano. Per evitare che i nobili e i patrizi spendessero enormi quantità di denaro nei capi d'abbigliamento nel 1488 la Repubblica emanò delle leggi atte a limitare l'uso dei vestiti esageratamente costosi, tanto che nel 1514 si istituirono i provveditori alle pompe che avevano il compito di vigilare sulla quantità di denaro spesa per feste private, abiti e altri beni di lusso.
Nel XVII secolo iniziò la moda della parrucca e dell'uso della cipria e i vestiti maschili aumentarono progressivamente il loro ingombro. Nel XVIII secolo nell'abbigliamento maschile si introdusse la velada, ovvero una sorta di ampio mantello riccamente decorato, al contrario tra l'abbigliamento femminile entrò in uso la vesta a cendà, un abito modesto che si componeva di un lungo vestito solitamente nero e di una sciarpa bianca. Le donne più povere invece indossavano la tonda un vestito bianco che con un cappuccio copriva il capo e che era legato da una cintura.

### Vetreria

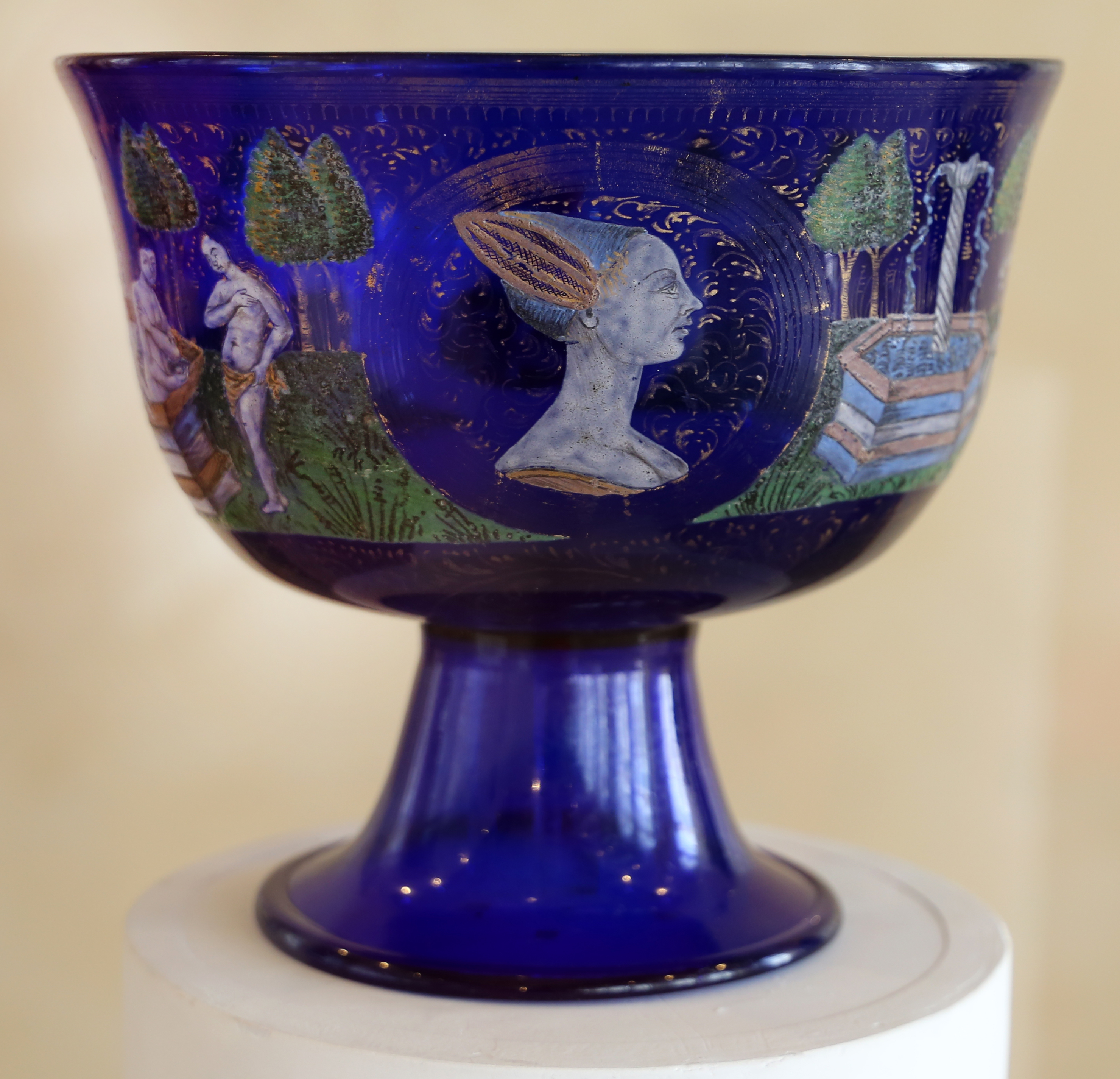
Coppa di vetro decorato attribuita a Angelo Barovier

La storia dell'industria vetraria veneziana risale a prima del IX secolo, quando Venezia commerciava lastre di vetro prodotte nella capitale, che a partire dal 1291, al fine di evitare il propagarsi di incendi in città, furono spostate sull'isola di Murano. Fino al XV secolo la maggior parte della produzione vetraria di Murano era focalizzata su prodotti di uso comune come finestre, bicchieri, bottiglie e vasellame, di conseguenza le arti presenti erano quelle dei fiolari, coloro che soffiavano il vetro e dei fenestrieri, dediti alla fabbricazione di finestre con intelaiature di piombo. A differenza delle vetrerie estere quelle veneziane erano stanziali e solitamente di proprietà dei mercanti che importavano materia prima e vetro di riciclo da Oriente per poi esportare il prodotto finito in tutta Europa, solitamente il forno era gestito da vetrai affittuari.
Sulla fine del XV secolo con l'aumento della produzione di beni di lusso e la scoperta di nuove tecniche si vietò ai vetrai di emigrare e si favorì l'uso di manodopera veneziana. Tra le nuove tecniche erano fondamentali l'uso della silice quarzosa e della cenere sodica anziché di quella potassica, in modo da evitare la formazione di inclusioni ferrose nel vetro. Sempre in questo secolo si perfezionarono le leggi dell'industria vetraria e si aggiunsero nuove corporazioni come quelle dei cristalleri, degli specchieri e dei stazioneri. Tra le merci prodotte figuravano anche vetrate colorate, pietre e perle di bigiotteria, specchi e occhiali, rendendo così la vetreria una professione artistica; tra i maggiori artisti del XV secolo figurava Angelo Barovier. Nel 1550 i segreti delle vetrerie veneziane erano ormai diffusi in tutta Europa e il numero delle vetrerie diminuì progressivamente passando da 35 a 20 nel 1621.

### Metallurgia
Lo Stato esercitava un forte controllo sulla qualità della merce esportata. Nel 1355 una filatrice vendette a un mercante tedesco 10 libbre d'oro filato a 100 ducati, vista la bellezza del filo e il basso costo il mercante le chiese di tenere il filo migliore all'esterno del gomitolo e ordino altri 400 ducati di merce. Una volta completati il mercante cambiò idea e decise di acquistarne solo 300 ducati. Il caso fu portato dalla filatrice davanti alla Quarantia Civil Vecchia che però eseguita una perizia sul filo rilevò la presenza di 2 libbre e 3 once di oro non puro e di conseguenza condannò la venditrice al pagamento di una multa perché la presenza di merce contraffatta sul mercato veneziano avrebbe disonorato Venezia e tutto il ceto mercantile.

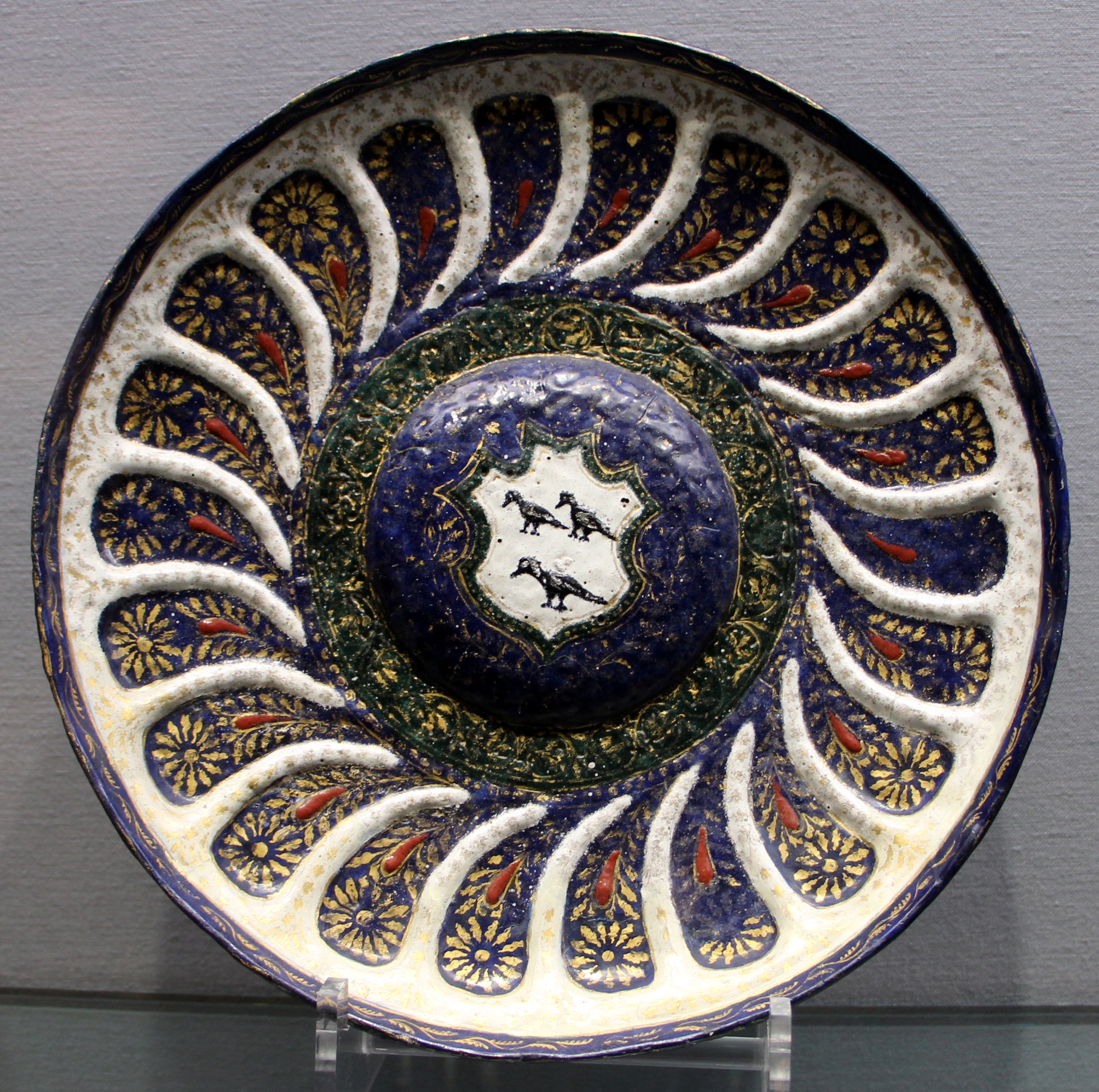
Piatto in rame smaltato con lo stemma dei Polo

I metalli erano importati dall'Europa centrale ed estratti dalle miniere dalmate, i più ricercati e utilizzati anche in ambito artistico erano l'oro, l'argento e il peltro, mentre per l'uso pratico erano diffusi il ferro, il rame e il bronzo. L'importanza commerciale del ferro era molto elevata, pertanto a partire dal XIV secolo il governo si adoperò per fare in modo che Venezia fosse dotata di un'industria siderurgica leggera. L'abbondanza di materie prime e l'utilizzo dell'energia idrica però facevano in modo che la maggior parte degli strumenti in metallo provenisse dalla terraferma in particolare nei circondari di Bergamo, Brescia, Treviso e Vicenza o dalla Germania, che faceva fluire la maggior parte delle sue merci attraverso il fondaco. Tra le maestranze più richieste dalla Stato vi era quella della forgiatura delle armi, pratica notevolmente sviluppata nel bresciano e che tra il XV e il XVI secolo si diffuse anche a Venezia, in particolare nei cantieri dell'Arsenale.
Altro metallo di fondamentale importanza era il rame che veniva largamente utilizzato dalla zecca di Venezia per la coniazione delle monete, oltre a essere diffuso per la produzione di piccoli oggetti d'uso quotidiano. La maggior parte del rame veniva lavorato nel trevigiano e nel veronese, ma anche in questo campo erano molte le merci di origine tedesca. L'importazione del rame a Venezia rimase fortemente tassata fino al XVI secolo quando il settore della lavorazione del rame ebbe un brusco calo in seguito alla scoperta di nuove miniere e all'arrivo sul mercato dei prodotti delle industrie di Jacob Fugger.

#### Oreficeria e gioielleria
A differenza delle lavorazioni industriali le opere artistiche conobbero una maggiore fortuna a Venezia. L'oreficeria era molto diffusa e la relativa arte si suddivideva principalmente in gioiellieri, cesellatori, medaglisti, e in tessitori di fili d'oro e catenelle. Nel 1284 fu scorporata dall'arte dei gioiellieri quella dei cristallieri che era dedita alla lavorazione delle gemme e del cristallo di Rocca. Nel XVI secolo a Venezia erano presenti 186 intagliatori di diamante e ciò permise a Venezia di diventare la città europea d'eccellenza per la tagliatura dei diamanti almeno fino agli inizi del XVII secolo.
Oltre all'oro e all'argento era anche diffusa la lavorazione delle incisioni di rame, utili nella stampa, e la creazione di oggetti artistici di peltro che con il tempo acquisirono una notorietà sempre crescente. Era poi diffusa la lavorazione del bronzo per fusione che a Venezia divenne estremamente sviluppata e permise una grande produzione di statue e piccoli oggetti.

### Altre manifatture

#### Strumenti musicali

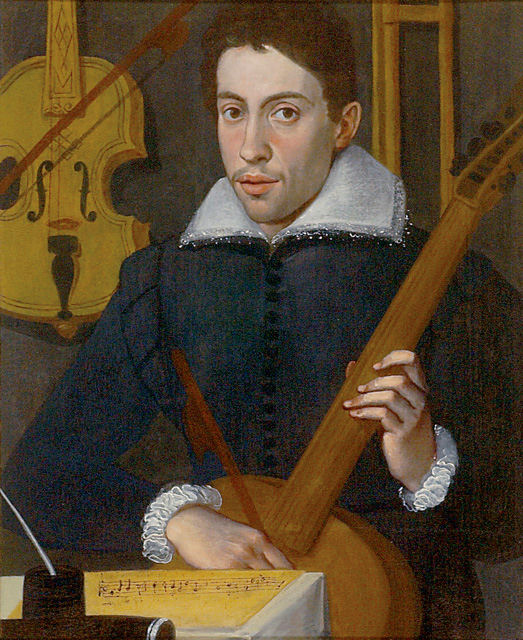
Ritratto di un musicista che tiene una viola da gamba di origine bresciana

Tra le esportazioni di prodotti di lusso di maggior successo della Repubblica di Venezia c'era quella degli strumenti musicali. L'affermazione della musica strumentale nelle case patrizie tra il XV e il XVII secolo, dovuta soprattutto alla diffusione delle partiture, diede il via a un incremento costante e sostenuto della produzione di strumenti a fiato, clavicembali, violini e liuti, tutte professioni che ricadevano nell'Arte dei merciai. Per via delle materie prime utilizzate e del lavoro impiegato gli strumenti acquisivano un notevole valore che permetteva agli artigiani di guadagnare grandi somme di denaro. La Repubblica attirava mastri artigiani provenienti da tutta Europa, in particolare i liutai provenienti da Füssen, una località della Germania meridionale in crisi nel corso del XVI secolo. Tra i liutai di maggior successo si annoverano tra i veneziani Domenico Montagnana e Matteo Goffriller, mentre tra i bresciani Leonardo Giovanni da Martinengo e Gasparo da Salò.

#### Editoria
La stampa e le altre arti grafiche costituivano un florido settore economico della Repubblica e il principale mezzo di diffusione delle conoscenze e delle scoperte veneziane in ambito tecnico, umanistico e scientifico. La nascita dell'editoria veneziana si fa risalire al XV secolo, in particolare al 18 settembre 1469 quando grazie al tedesco Giovanni da Spira il governò veneziano varò la prima legge a tutela degli editori concedendo un privilegio di stampa che conferiva all'editore la facoltà esclusiva di stampare determinate opere. Oltre alla comunità tedesca anche quella francese, capitanata da Nicola Jenson, deteneva verso la fine del XV secolo la maggior parte delle tipografie veneziane.
Tra il 1495 e il 1515 Aldo Manuzio diede un ulteriore sviluppo dell'editoria veneziana grazie a tre innovazioni che in seguito si diffusero il tutta Europa: il formato in ottavo e il carattere corsivo e la virgola uncinata. Queste invenzioni gli permisero di diventare il maggiore editore veneziano e di conseguenza attirò verso di sé i maggiori umanisti dell'epoca tra i quali Pietro Bembo ed Erasmo da Rotterdam. Dopo il Manuzio molti altri imprenditori italiani come il fiorentino Lucantonio Giunti aprirono tipografie a Venezia, che verso la fine del XVI secolo raggiunsero le 200 attività, ognuna con tirature librarie più elevate rispetto alla media delle città europee. La grande quantità di tipografie sparse sul territorio veneziano rese la città di Venezia leader nel settore, tanto che nell'ultimo ventennio del XV secolo in Europa un libro su dieci era stampato a Venezia. La produzione libraria a Venezia fu incentivata, oltre che dalle norme a favore degli editori, anche dalla mancanza della censura, è infatti a Venezia che nel XVI secolo si stamparono opere proibite nel resto d'Europa come i Sonetti lussuriosi.

#### Saponi e cere
La produzione veneziana di sapone iniziò a diventare rilevante nell'economia locale a partire dal XIII secolo. La produzione era possibile grazie alle cospicue importazioni di olio pugliese e di soda siriana ed egiziana ottenuta dalla combustione di piante ricche di sostanze alcaline come la salsola soda, entrambe importazioni severamente controllate dai magistrati veneziani. La produzione del sapone raggiunse il suo massimo tra il XV e XVI secolo per poi avviarsi a un lento declino con l'entrata nel mercato delle città concorrenti come Ancona, Gaeta e Gallipoli.
La cera invece veniva importata dalla penisola balcanica per poi essere lavorata a Venezia ed essere utilizzata principalmente nella produzione di candele. Agli inizi del XVII secolo circa un quarto della cera veneziana veniva esportata nelle città italiane di Roma, Napoli e Firenze.

## Commercio

### Il sale e i primi commerci: VI-IX secolo
Secondo la descrizione di Cassiodoro del VI secolo l'economia lagunare si reggeva principalmente sulla pesca e sullo sfruttamento delle saline e in misura minore sulla navigazione. Fonti successive iniziano a delineare una nascente economia commerciale basata principalmente sullo scambio del sale con le derrate alimentari prodotte in terraferma, già certamente sviluppato all'epoca di Cassiodoro questo tipo di commercio ebbe una forte espansione nell'VIII secolo quando Venezia, provincia dell'Impero bizantino, si trovò a commerciare regolarmente con l'Istria, la Dalmazia e la città di Ravenna oltre ad avere alcuni contatti con Costantinopoli, Roma e le città spagnole e nordafricane. Oltre al sale prodotto in laguna, i mercanti veneziani esportavano anche merci provenienti dall'Oriente dal Nord Africa in particolare: schiavi, tessuti preziosi, gioielli e spezie, tanto che si ha notizia di un carico di pepe spostato dalle navi del vescovo Orso Partecipazio già nell'853.
Nel IX secolo l'indipendenza di Venezia da Costantinopoli si fece sempre più vivida e contemporaneamente i rapporti commerciali con gli islamici si intensificarono; con i musulmani Venezia commerciava principalmente legname, metalli e schiavi catturati di Dalmazia, dato che il commercio di schiavi cristiani era proibito. I traffici commerciali del IX secolo erano gestiti dai personaggi più influenti dell'epoca, tra questi si annota oltre al vescovo Orso anche il doge Giustiniano Partecipazio che nell'829 aveva alcune partecipazioni negli affari commerciali per un totale di 1200 libbre d'argento.
Nell'840 fu stipulato dal doge Pietro Tradonico il Pactum Lotharii, un trattato commerciale con l'Impero carolingio nato principalmente dall'impegno di Venezia nella guerra ai pirati narentani che stabiliva le tariffe di confine e una legislazione più restrittiva sul commercio di schiavi, oltre al divieto di creare eunuchi. Grazie al trattato con Lotario I i veneziani risalendo i fiumi poterono allargare la loro area commerciale al Friuli, all'Adige e alla Val Padana, in particolare si ha notizia che nell’862 risalendo il Po ogni anno attraccassero nei possedimenti dell'abbazia di San Colombano nel Mantovano circa quindici navi veneziane cariche di spezie e tessuti, merci che i veneziani trasportavano e vendevano anche al mercato del palazzo reale di Pavia, capitale del Regno d'Italia. Per agevolare i commerci con l'Impero Venezia iniziò a coniare il proprio denaro d'argento, una moneta che al dritto presentava il monogramma imperiale e al rovescio il marchio della zecca di Venezia,e che rispettava le misure valutarie comunemente accettate nell'Impero, ossia 240 denari per una libbra carolingia (circa 400 grammi d'argento). Il patto con Regno d'Italia fu poi rinnovato nell'841, nell'856 e nel 880 quando l'area di influenza veneziana fu estesa anche a Padova, Ferrara e Monselice. Nel corso del secolo la potenza veneziana causò una progressiva diminuzione della concorrenza in Val Padana, in particolare nel 933 in seguito a una guerra Venezia sconfisse la città di Comacchio, la sua maggiore rivale nel commercio del sale.

### I privilegi dell'Impero bizantino e del Regno d'Italia: X-XI secolo
La prima metà del X secolo fu caratterizzata dalle razzie degli ungari, che però non toccando Venezia permisero alla città lagunare di aumentare la sua influenza commerciale nell'area e di intensificare i rapporti tra Bisanzio e l'occidente, divenendo in breve il punto di riferimento europeo per i commerci con l'oriente. A causa della sempre crescente potenza veneziana il Regno d'Italia vietò totalmente il commercio degli schiavi e furono anche vietati i traffici che partivano da Pola verso l'Adriatico, ma in risposta a questi divieti vi fu un aumento degli scambi con i musulmani nonostante le proteste di Bisanzio, che in risposta aumentò progressivamente i dazi sullo stretto dei Dardanelli. Per evitare altre ritorsioni economiche nel 992 Venezia si impegnò a fornire assistenza militare Ducato di Calabria in cambio di un dimezzamento delle tasse doganali, passando da 30 a 15 histamenon per le importazioni. Grazie all'influenza commerciale generata dalla laguna l'Istria fu sottomessa al Dogado nel 976, mentre i rapporti con il Regno d'Italia si fecero sempre più tesi durante la reggenza di Ottone II. Con la salita al trono di Ottone III i patti economici con Venezia furono rinnovati nel 992 e nel 996. Nel 1000 il vescovo di Treviso siglò con il doge Pietro II Orseolo un accordo commerciale che permetteva la presenza veneziana a Treviso e che disponeva la libera circolazione delle merci tra i due territori. 

Città incluse nella Crisobolla del 1082

Nell'XI secolo Venezia incrementò gli scambi commerciali con l'Impero Bizantino, in particolare le città di Costantinopoli, Durazzo, Corinto, Tebe e Antiochia, con i musulmani presenti nelle città di Tripoli e Alessandria d'Egitto e con gli slavi della Dalmazia. Con lo scoppio delle guerre bizantino-normanne l'imperatore bizantino Alessio I Comneno chiese aiuto alla Repubblica di Venezia, che una volta giunta in soccorso della marina imperiale ottenne in cambio, nel maggio del 1082 la promulgazione della Crisobolla. La Crisobolla era un trattato commerciale siglato con l'Impero bizantino che esentava i mercanti veneziani dal pagamento dei dazi in numerose città dell'Impero ad esclusione si quelle situate nel Mar Nero e nelle isole di Creta e Cipro, inoltre consentiva la creazione di colonie commerciali veneziane a Durazzo e a Costantinopoli.
Nel 1002 Con la morte di Ottone III i rapporti con il Regno d'Italia subirono un graduale deterioramento per poi stabilizzarsi con Enrico II quando crebbe l'afflusso di sale e beni di lusso verso la pianura padana. In particolare Venezia deteneva il monopolio del sale e le era stato concesso di vendere i beni di lusso nella piazza commerciale di Pavia, capitale del regno, e alla fiera di Ferrara, dove concorreva con il Ducato di Amalfi. I rapporti commerciali con il regno però si rovinarono durante la reggenza di Corrado II per via dello scontro in corso tra Venezia e il patriarca di Aquileia Poppone; i patti precedenti furono rinnovati solo nel 1055 diversi anni dopo la salita al trono di Enrico III. Un ulteriore miglioramento si ebbe nel 1095 quando l'imperatore Enrico IV concesse a Venezia l'usufrutto commerciale di tutte l acque interne e impose ai mercanti del regno di lasciare a Venezia le merci da esportare verso oriente, questo accordo concesse alla piazza di Rialto di divenire lo snodo fondamentale per i commerci europei verso oriente. La penuria di cereali costrinse Venezia a stringere legami con le città dalla Romagna, in particolare nel 1099 fu siglato un accordo con Imola che permetteva a Venezia di importare le derrate alimentari e alla città romagnola di esportare liberamente le merci acquistate a Rialto.

### Le crociate e la conquista dell'Adriatico: XII-XIII secolo

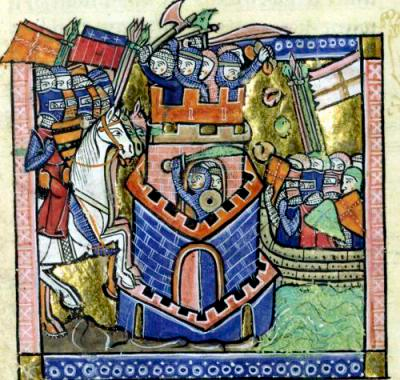
L'assedio di Tiro del 1124

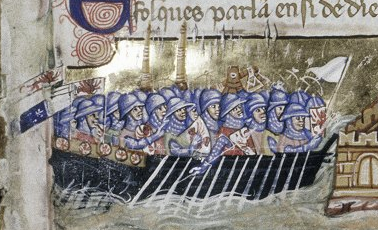
La flotta veneziana si dirige verso Costantinopoli per poi assediarla il 12 aprile 1204

Dopo un'iniziale esitazione dovuta ai floridi rapporti commerciali intrattenuti con il Califfato fatimide, Venezia a partire dal 1100 partecipò alla prima crociata dalla quale ricavò la presenza di un fondaco in ogni città sottratta ai musulmani. In seguito all'assedio di Tiro del 1124 Venezia ottenne nuovi scali a Tiro, Ascalona, San Giovanni d'Acri e in altre città crociate, oltre a garantirsi l'esenzione dai dazi. Venezia non partecipò attivamente alla seconda e alla terza crociata e nel 1143 strinse un favorevole accordo commerciale con il Principato d'Antiochia. La nuova situazione politica portò Venezia a potenziare le rotte del levante che iniziarono a fare scalo anche negli stati crociati. I questa nuova regione Venezia esportava l'occorrente per il mantenimento degli eserciti e importava zucchero e altre preziose merci orientali.
In seguito alla prima crociata la presenza genovese e pisana nei porti orientali conobbe un forte aumento, inoltre le mire espansionistiche veneziane in Dalmazia iniziarono a degradare i rapporti con l'Impero bizantino, anche se per via del continuo aiuto militare nel 1126 l'Impero riconfermò i privilegi del 1082, allargando la franchigia anche a Cipro e Creta. Nonostante le crociate i rapporti con i Fatimidi si mantennero buoni e Venezia continuò a commerciare nei porti egiziani di Alessandria e Damietta esportando metalli legname e schiavi e importando principalmente spezie cotone e allume, necessario per l'industria tessile europea. Questo clima favorevole concesse a Venezia la possibilità di organizzare regolarmente delle spedizioni commerciali dirette a Costantinopoli e in Egitto che più tardi saranno conosciute con il nome di mude. Nel frattempo i rapporti con il Regno d'Italia continuarono a mantenersi stabili anche grazie ai numerosi accordi siglati con le città dell'entroterra come Padova e Verona.
La prosecuzione delle crociate però rovinò progressivamente i rapporti con l'Impero bizantino e fu così che sul finire del XII secolo Venezia decise di prendere parte attivamente alla quarta crociata. L'investimento economico fu ripagato nel 1202 con la conquista di Zara e poi nel 1204 con la presa di Costantinopoli guidata dal doge Enrico Dandolo. Con la frammentazione dell'Impero bizantino il neonato Impero latino garantì con nuove concessioni il monopolio veneziano sui suoi mercati, ma le crociate avevano indebolito la preminenza commerciale di Costantinopoli che nel frattempo era stata sostituita dalle piazze cipriote, armene e da quelle presenti nel Mar di Marmara, in particolare nelle città di Rodosto, Gallipoli e Lampsaco. Oltre a numerose isole Venezia riuscì ad ottenere il controllo di Creta, del Negroponte e del Peloponneso, in particolare delle città di Modone e Corone da cui transitavano tutte le navi dirette in oriente e per questo dette "oculi capitales Communis". La nuova situazione geopolitica portò Venezia a contrattare nuovi accordi commerciali con il Sultanato di Rum e l'Impero di Nicea che favorirono enormemente il commercio veneziano.
Lo scoppio della quinta crociata nel 1217 rovinò gravemente i rapporti commerciali tra veneziani ed egiziani che si ripresero solo nel 1254 con il termine della settima crociata, a cui Venezia non aveva preso parte.

#### Il sistema delle mude
Le mude erano dei viaggi commerciali organizzati dallo stato che salpavano con cadenza annuale dal porto di Venezia verso i mercati esteri lungo percorsi prestabiliti. Le mude erano organizzate dai Savi agli Ordini che decidevano il numero di galee e le tratte da percorrere, questi contratti poi venivano poi messi all'asta e acquistati dai patrizi, che si occupavano di finanziare e organizzare l'intera spedizione. Nel XIV secolo le rotte disponibili erano quelle di Cipro, Romània (Impero bizantino e Grecia) e Alessandria. Le mude erano organizzate in modo da sfruttare i venti favorevoli, quindi velocizzare le navigazioni, e nel loro complesso davano un impulso positivo al commercio veneziano. Le mude permettevano la rotazione delle navi abbreviandone i tempi per il carico in oriente, rendevano facilmente programmabile la mobilitazione dei capitali per l'acquisto e la vendita in modo da evitare la saturazione del mercato e permettevano al mercato di Rialto di mantenersi in vita nel corso di tutto l'anno, a differenza della maggior parte delle città medievali che organizzava fiere temporanee in periodi prestabiliti.

### Lo splendore commerciale: XIV-XVI secolo

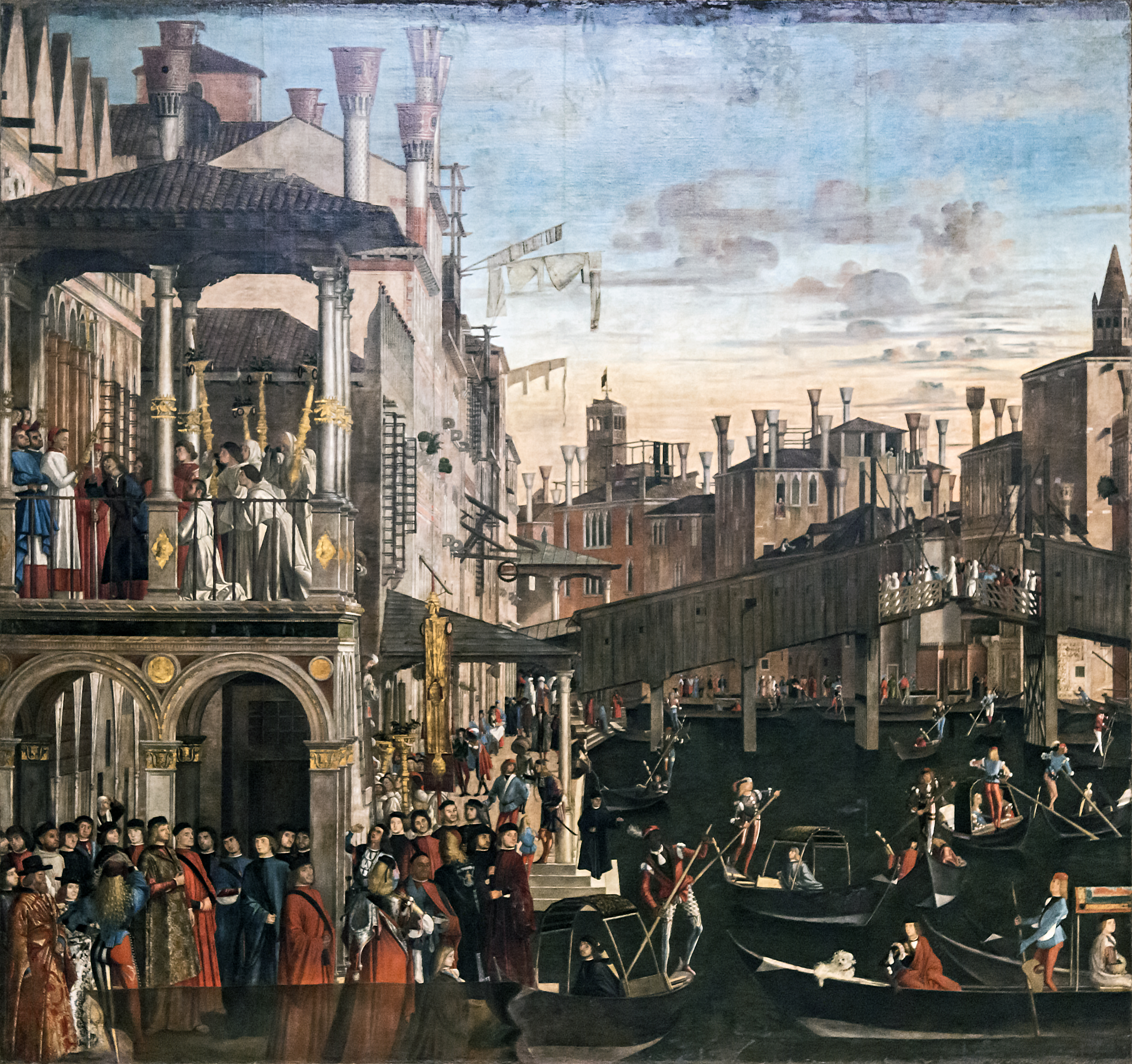
Rialto nel XV secolo

Con la grande espansione commerciale del XIII secolo Venezia si affermò come maggiore centro di scambi del Mediterraneo, le navi acquistavano una grande quantità di merci in oriente per poi rivenderle ai consumatori occidentali e i capitali accumulati spesso portavano alla nascita di figure che oltre alla mercatura si dedicavano anche al finanziamento. La Repubblica essendo guidata da nobili mercanti impiegava tutti i mezzi necessari per favorire il commercio internazionale e sul finire del XIII secolo i mercanti veneziani poterono contare su una vasta rete di scali e porti sicuri lungo tutte le coste del Mediterraneo.
La grande espansione commerciale conseguita portò lo stato a imporre tasse sul commercio che riempirono le casse statali. Queste tasse però andavano a vantaggio dei grandi commercianti veneziani, in quanto finanziando lo stato con l'acquisto di titoli di debito avevano la certezza di poter ricevere le rendite dei loro finanziamenti evitando il rischio commerciale e le perdite dell'usura. La mercatura era concessa ai cittadini e ai patrizi che costituivano il 5% della popolazione veneziana e lo stato per proteggere i commercianti si era dotato di diversi mezzi amministrativi i fondachi e le mude. I grandi mercanti banchieri in seguito alla caduta tendenziale del saggio di profitto dovuta all'enorme quantità di merce importata ed esportata si dedicarono all'acquisto di latifondi e al finanziamento di industrie, in particolare i mercanti di maggior levatura erano anche armatori. Tra le merci di maggior importazione vi erano i panni di lana che venivano lavorati dai sarti artigiani veneziani per poi essere esportati all'estero.
Il campo Rialto a Venezia divenne l'emporio principale del Mediterraneo, qui venivano vendute le merci orientali e per detenere il monopolio del mercato fu proibito ai mercanti stranieri di usare Venezia come porto di transito, una volta pagati i diritti di ingresso erano costretti a vendere le merci ai veneziani, e potevano acquistarne solo dai veneziani. La vita dell'emporio realtino era fondamentale, pertanto i mercanti veneziani erano obbligati a far transitare tutte le loro merci da Venezia, pagando un duplice tassa di ingresso e di uscita e inoltre in questo modo era più facile gestire la domanda e l'offerta.
Nel XIV secolo oltre alle mude le famiglie più ricche e potenti costituivano delle società per condurre imprese commerciali ad alto rischio dirette in Asia. L'inizio del commercio con l'Asia si deve a Marco Polo che nella seconda metà del XIII secolo aveva raggiunto il Catai e aveva incontrato veneziani a Costantinopoli, Tana, Astrachan' e a Organzi, dove si tesseva l'organza. Si ha traccia di una spedizione diretta verso Delhi organizzata nel 1338 per vendere a duecentomila bisanti una fontana e un orologio al sultano di Delhi Muhammad ibn Tughlaq passando per i porti di Costantinopoli, Tana, Astrachan' e i caravanserragli di Termez, Organizi e Ghazni, la spedizione andò a buon e sulla strada del ritorno i mercanti acquistarono delle perle da vendere in Francia. Un finanziatore di quest'impresa era appena tornato dal Catai da dove aveva portato delle spezie che aveva poi scambiato con tessuti fiorentini, stoffe di Malines, ambra e stamigne vendute fino a Saraj, capitale del Khanato dell'Orda d'Oro. A Bisanzio i mercanti si erano stabiliti sulla costa meridionale del Corno d'oro dove erano esentati dal pagamento delle tasse commerciali e godevano dei privilegi garantiti loro dalla bolla d'oro del 1082 e del 1265, Costantinopoli era un mercato di transito verso Tana, Caffa e Trebisonda.
Erano poi numerose le imprese commerciali via terra dirette verso i mercati tedeschi, in particolare i veneziani frequentavano la fiera di Bruges dove era presente il consolato veneziano sulla Vlamingstraat, vicino al palazzo della famiglia van de Beurs, che diventerà, nel secolo successivo, la prima borsa valori.

### Il declino: XVII-XVIII secolo

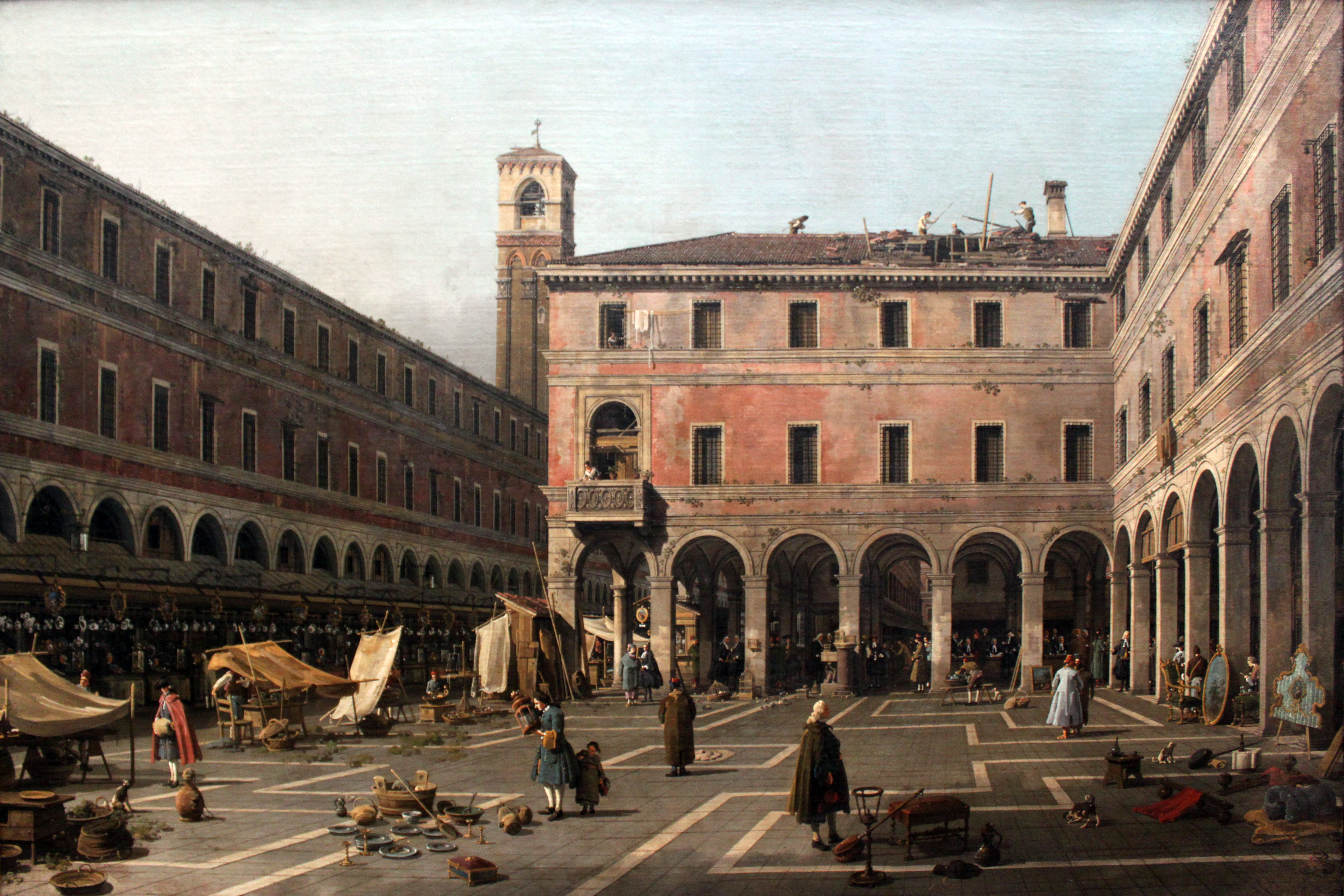
Il mercato di campo Rialto nel XVIII secolo

Se ancora per tutto il Cinquecento i commerci veneziani apparivano in buona salute, nel secolo successivo si avvertirono le prime difficoltà. Già un primo ripiegamento si ebbe in seguito alla Guerra di Cipro e alla successiva ondata di peste del 1575-1577, che tuttavia ebbero conseguenze drammatiche ma non definitive. Nel 1602 venne varata una legge di navigazione con la quale si ribadiva la precedenza nei porti della flotta commerciale veneziana sulle analoghe europee, in particolar modo olandesi e inglesi che ormai da tempo erano penetrati nel Mediterraneo. Il rifiuto da parte del Senato a questi ultimi di essere trattati in modo paritario innescò l'esodo dei navigli esteri verso altri centri commerciali, in primis Livorno, attratti dalle esenzioni doganali. Con lo scoppio della Guerra dei trent'anni l'economia veneziana ricevette un colpo tremendo per il crollo dei mercati tedeschi a cui Venezia era strettamente legata. Congiuntamente all'epidemia di peste del 1629-30 e al prevalere dei commerci nell'area atlantica, la struttura commerciale della Repubblica non si riprese più.
Nel XVII secolo dunque il commercio internazionale non era più alla base dell'economia veneziana che si trovava schiacciata dai concorrenti europei. La maggiore concorrenza al porto veneziano arrivava da quello francese di Marsiglia, che raggiunge il suo apice nella metà del secolo, e quelli italiani di Genova e Livorno, che divenne porto d'elezione per gli scambi tra l'Italia e i paesi del nord Europa. Nel XVII secolo Venezia fu quindi costretta a importare le spezie dai mercati olandesi (mentre a Venezia nel 1680 transitavano due quintali di spezie, ad Amsterdam erano venti volte tanto) e progressivamente perse le sue posizioni orientali chiudendo nel 1669 il consolato di Alessandria d'Egitto e nel 1675 quello di Aleppo. Nel 1687 da Venezia transitava solo il 13% delle importazioni europee dai mercati orientali mentre oltre i tre quarti delle importazioni erano movimentate da Inghilterra, Francia e Paesi Bassi che controllavano quasi interamente anche le rotte di occidentali. Il traffico portuale veneziano, e più in generale quello adriatico, subì un forte declino nei primi anni del XVII secolo per aumentare ulteriormente nel 1647 con lo scoppio della guerra di Candia, per poi riprendersi agli inizi del secolo successivo con lo scoppio della guerra di successione spagnola. Nonostante il declino dei commerci via mare Venezia mantenne una funzione rilevante nell'ambito dell'area adriatica, italiana e tedesca. In questo secolo i grandi mercanti veneziani lasciano il posto a quelli delle comunità ebraiche, armene e portoghesi che ottennero il controllo delle rimanenti piazze orientali. I commerci comunque continuarono e permisero a diverse famiglie di accedere al titolo nobiliare.